# Liste des communes de Suisse par ordre alphabétique

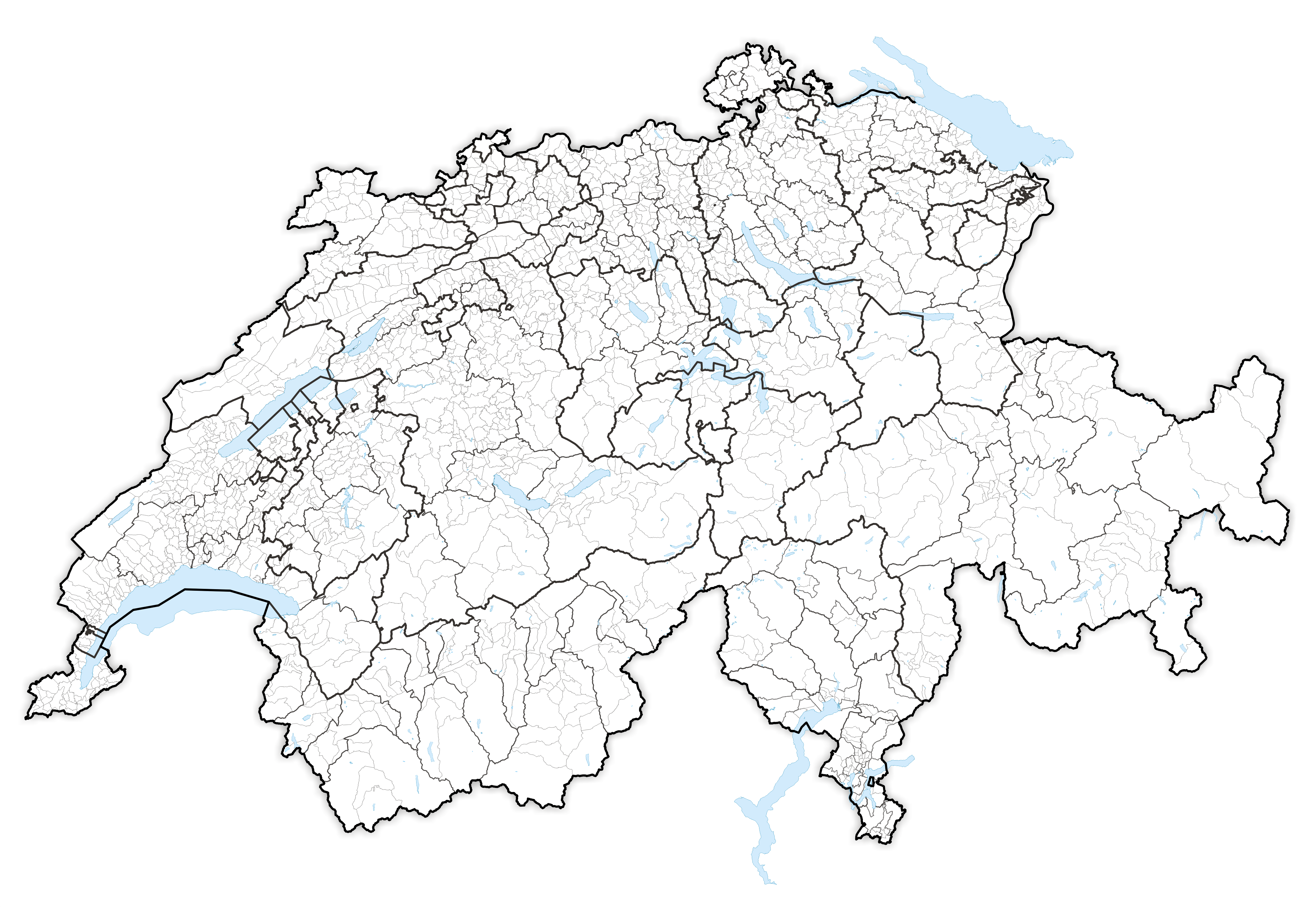
Communes de Suisse dès le 6 avril 2025.

La Confédération Suisse compte (le 6 mars 2022) 2148 communes. Elles sont dans cet article listées dans l'ordre alphabétique français et en français (suivies de leur-s nom-s dans leur-s (autre-s) langue-s officielle-s entre parenthèses), même si le nom français est désuet. Par exemple, Zermatt se trouve sous Praborgne.
| Communes                                              | Cantons                                               |
| ----------------------------------------------------- | ----------------------------------------------------- |
| Aadorf                                                | Thurgovie (Thurgau)                                   |
| Aarau                                                 | Argovie (Aargau)                                      |
| Aarberg                                               | Berne (Bern)                                          |
| Aarbourg (Aarburg)                                    | Argovie (Aargau)                                      |
| Aarwangen                                             | Berne (Bern)                                          |
| Abtwil                                                | Argovie (Aargau)                                      |
| Aclens                                                | Vaud                                                  |
| Acquarossa                                            | Tessin (Ticino)                                       |
| Adelboden                                             | Berne (Bern)                                          |
| Adligenswil                                           | Lucerne (Luzern)                                      |
| Adlikon bei Andelfingen                               | Zurich (Zürich)                                       |
| Adliswil                                              | Zurich (Zürich)                                       |
| Aedermannsdorf                                        | Soleure (Solothurn)                                   |
| Aefligen                                              | Berne (Bern)                                          |
| Aegerten                                              | Berne (Bern)                                          |
| Aesch (BL)                                            | Bâle-Campagne (Basel-Landschaft)                      |
| Aesch (LU)                                            | Lucerne (Luzern)                                      |
| Aesch (ZH)                                            | Zurich (Zürich)                                       |
| Aeschi                                                | Soleure (Solothurn)                                   |
| Aeschi bei Spiez                                      | Berne (Bern)                                          |
| Aeugst am Albis                                       | Zurich (Zürich)                                       |
| Affeltrangen                                          | Argovie (Aargau)                                      |
| Affoltern am Albis                                    | Zurich (Zürich)                                       |
| Affoltern im Emmental                                 | Berne (Bern)                                          |
| Agarn                                                 | Valais (Wallis)                                       |
| Agiez                                                 | Vaud                                                  |
| Agno                                                  | Tessin (Ticino)                                       |
| Aigle                                                 | Vaud                                                  |
| Aire-la-Ville                                         | Genève                                                |
| Airolo                                                | Tessin (Ticino)                                       |
| Alberswil                                             | Lucerne (Luzern)                                      |
| Albula/Alvra                                          | Grisons (Graubünden/Grigioni/Grischun)                |
| Alchenstorf                                           | Berne (Bern)                                          |
| Allaman                                               | Vaud                                                  |
| Alle                                                  | Jura                                                  |
| Allmendingen bei Bern                                 | Berne (Bern)                                          |
| Allschwil                                             | Bâle-Campagne (Basel-Landschaft)                      |
| Alpnach                                               | Obwald (Obwalden)                                     |
| Alpthal                                               | Schwytz (Schwyz)                                      |
| Altbüron                                              | Lucerne (Luzern)                                      |
| Altdorf                                               | Uri                                                   |
| Altendorf                                             | Schwytz (Schwyz)                                      |
| Altikon                                               | Zurich (Zürich)                                       |
| Altishofen                                            | Lucerne (Luzern)                                      |
| Altnau                                                | Thurgovie (Thurgau)                                   |
| Alto Malcantone                                       | Tessin (Ticino)                                       |
| Altstätten                                            | Saint-Gall (Sankt Gallen)                             |
| Amden                                                 | Saint-Gall (Sankt Gallen)                             |
| Amlikon-Bissegg                                       | Thurgovie (Thurgau)                                   |
| Ammerswil                                             | Argovie (Aargau)                                      |
| Amriswil                                              | Thurgovie (Thurgau)                                   |
| Amsoldingen                                           | Berne (Bern)                                          |
| Andeer                                                | Grisons (Graubünden/Grigioni/Grischun)                |
| Andelfingen                                           | Zurich (Zürich)                                       |
| Andermatt                                             | Uri                                                   |
| Andwil                                                | Saint-Gall (Sankt Gallen)                             |
| Anet (Ins)                                            | Berne (Bern)                                          |
| Anières                                               | Genève                                                |
| Anniviers                                             | Valais (Wallis)                                       |
| Anwil                                                 | Bâle-Campagne (Basel-Landschaft)                      |
| Appenzell                                             | Appenzell-Rhodes-Intérieures (Appenzell Innerrhoden)  |
| Aragnon (Ernen)                                       | Valais (Wallis)                                       |
| Aranno                                                | Tessin (Ticino)                                       |
| Arbaz                                                 | Valais (Wallis)                                       |
| Arbedo-Castione                                       | Tessin (Ticino)                                       |
| Arbignon (Albinen)                                    | Valais (Wallis)                                       |
| Arboldswil                                            | Bâle-Campagne (Basel-Landschaft)                      |
| Arbon                                                 | Thurgovie (Thurgau)                                   |
| Arch                                                  | Berne (Bern)                                          |
| Ardon                                                 | Valais (Wallis)                                       |
| Argisse (Ergisch)                                     | Valais (Wallis)                                       |
| Arisdorf                                              | Bâle-Campagne (Basel-Landschaft)                      |
| Aristau                                               | Argovie (Aargau)                                      |
| Arlesheim                                             | Bâle-Campagne (Basel-Landschaft)                      |
| Arnex-sur-Nyon                                        | Vaud                                                  |
| Arnex-sur-Orbe                                        | Vaud                                                  |
| Arni (AG)                                             | Argovie (Aargau)                                      |
| Arni (BE)                                             | Berne (Bern)                                          |
| Arogno                                                | Tessin (Ticino)                                       |
| Arosa                                                 | Grisons (Graubünden/Grigioni/Grischun)                |
| Arth                                                  | Schwytz (Schwyz)                                      |
| Arzier-Le Muids                                       | Vaud                                                  |
| Ascona                                                | Tessin (Ticino)                                       |
| Assens                                                | Vaud                                                  |
| Astano                                                | Tessin (Ticino)                                       |
| Attalens                                              | Fribourg (Freiburg)                                   |
| Attinghausen                                          | Uri                                                   |
| Attiswil                                              | Berne (Bern)                                          |
| Au                                                    | Saint-Gall (Sankt Gallen)                             |
| Aubonne                                               | Vaud                                                  |
| Auboranges                                            | Fribourg (Freiburg)                                   |
| Auenstein                                             | Argovie (Aargau)                                      |
| Augst                                                 | Bâle-Campagne (Basel-Landschaft)                      |
| Ausserberg                                            | Valais (Wallis)                                       |
| Auswil                                                | Berne (Bern)                                          |
| Autigny                                               | Fribourg (Freiburg)                                   |
| Auw                                                   | Argovie (Aargau)                                      |
| Avegno Gordevio                                       | Tessin (Ticino)                                       |
| Avenches                                              | Vaud                                                  |
| Avers                                                 | Grisons (Graubünden/Grigioni/Grischun)                |
| Avry                                                  | Fribourg (Freiburg)                                   |
| Avully                                                | Genève                                                |
| Avusy                                                 | Genève                                                |
| Ayent                                                 | Valais (Wallis)                                       |
| Baar                                                  | Zoug (Zug)                                            |
| Bâche (Bettlach)                                      | Soleure (Solothurn)                                   |
| Bachenbülach                                          | Zurich (Zürich)                                       |
| Bachs                                                 | Zurich (Zürich)                                       |
| Bad Ragaz                                             | Saint-Gall (Sankt Gallen)                             |
| Baden                                                 | Argovie (Aargau)                                      |
| Bâle (Basel)                                          | Bâle-Ville (Basel-Stadt)                              |
| Balerna                                               | Tessin (Ticino)                                       |
| Balgach                                               | Saint-Gall (Sankt Gallen)                             |
| Ballaigues                                            | Vaud                                                  |
| Ballens                                               | Vaud                                                  |
| Ballwil                                               | Lucerne (Luzern)                                      |
| Balm bei Günsberg                                     | Soleure (Solothurn)                                   |
| Balsthal                                              | Soleure (Solothurn)                                   |
| Baltschieder                                          | Valais (Wallis)                                       |
| Bannwil                                               | Berne (Bern)                                          |
| Bardonnex                                             | Genève                                                |
| Bäretswil                                             | Zurich (Zürich)                                       |
| Bargen (BE)                                           | Berne (Bern)                                          |
| Bargen (SH)                                           | Schaffhouse (Schaffhausen)                            |
| Bäriswil                                              | Berne (Bern)                                          |
| Bas-Intyamon                                          | Fribourg (Freiburg)                                   |
| Basadingen-Schlattingen                               | Thurgovie (Thurgau)                                   |
| Basens (Bösingen)                                     | Fribourg (Freiburg)                                   |
| Basse-Allaine                                         | Jura                                                  |
| Bassersdorf                                           | Zurich (Zürich)                                       |
| Bassins                                               | Vaud                                                  |
| Bätterkinden                                          | Berne (Bern)                                          |
| Bättwil                                               | Soleure (Solothurn)                                   |
| Baulmes                                               | Vaud                                                  |
| Bauma                                                 | Zurich (Zürich)                                       |
| Bavois                                                | Vaud                                                  |
| Beatenberg                                            | Berne (Bern)                                          |
| Beckenried                                            | Nidwald (Nidwalden)                                   |
| Bedano                                                | Tessin (Ticino)                                       |
| Bedigliora                                            | Tessin (Ticino)                                       |
| Bedretto                                              | Tessin (Ticino)                                       |
| Beggingen                                             | Schaffhouse (Schaffhausen)                            |
| Begnins                                               | Vaud                                                  |
| Beinwil (AG)                                          | Argovie (Aargau)                                      |
| Beinwil (SO)                                          | Soleure (Solothurn)                                   |
| Beinwil am See                                        | Argovie (Aargau)                                      |
| Belfaux                                               | Fribourg (Freiburg)                                   |
| Bellach                                               | Soleure (Solothurn)                                   |
| Bellegarde (Jaun)                                     | Fribourg (Freiburg)                                   |
| Bellevue                                              | Genève                                                |
| Bellikon                                              | Argovie (Aargau)                                      |
| Bellinzone (Bellinzona)                               | Tessin (Ticino)                                       |
| Belmont (Bellmund)                                    | Berne (Bern)                                          |
| Bellwald                                              | Valais (Wallis)                                       |
| Belmont-Broye                                         | Fribourg (Freiburg)                                   |
| Belmont-sur-Lausanne                                  | Vaud                                                  |
| Belmont-sur-Yverdon                                   | Vaud                                                  |
| Belp                                                  | Berne (Bern)                                          |
| Belprahon                                             | Berne (Bern)                                          |
| Benken                                                | Saint-Gall (Sankt Gallen)                             |
| Benken                                                | Zurich (Zürich)                                       |
| Bennwil                                               | Bâle-Campagne (Basel-Landschaft)                      |
| Bercher                                               | Vaud                                                  |
| Berg (SG)                                             | Saint-Gall (Sankt Gallen)                             |
| Berg (TG)                                             | Thurgovie (Thurgau)                                   |
| Berg am Irchel                                        | Zurich (Zürich)                                       |
| Bergdietikon                                          | Argovie (Aargau)                                      |
| Bergün Filisur                                        | Grisons (Graubünden/Grigioni/Grischun)                |
| Berlingen                                             | Thurgovie (Thurgau)                                   |
| Berikon                                               | Argovie (Aargau)                                      |
| Beringen                                              | Schaffhouse (Schaffhausen)                            |
| Berken                                                | Berne (Bern)                                          |
| Bermevelier (Bärschwil)                               | Soleure (Solothurn)                                   |
| Berne (Bern)                                          | Berne (Bern)                                          |
| Berneck                                               | Saint-Gall (Sankt Gallen)                             |
| Bernex                                                | Genève                                                |
| Berolle                                               | Vaud                                                  |
| Beromünster                                           | Lucerne (Luzern)                                      |
| Berthoud (Burgdorf)                                   | Berne (Bern)                                          |
| Besenbüren                                            | Argovie (Aargau)                                      |
| Bettenhausen                                          | Berne (Bern)                                          |
| Bettens                                               | Vaud                                                  |
| Bettingen                                             | Bâle-Ville (Basel-Stadt)                              |
| Bettmeralp                                            | Valais (Wallis)                                       |
| Bettwiesen                                            | Thurgovie (Thurgau)                                   |
| Bettwil                                               | Argovie (Aargau)                                      |
| Beurnevésin                                           | Jura                                                  |
| Bever                                                 | Grisons (Graubünden/Grigioni/Grischun)                |
| Bex                                                   | Vaud                                                  |
| Biasca                                                | Tessin (Ticino)                                       |
| Biberist                                              | Soleure (Solothurn)                                   |
| Biberstein                                            | Argovie (Aargau)                                      |
| Bichelsee-Balterswil                                  | Thurgovie (Thurgau)                                   |
| Biel-Benken                                           | Bâle-Campagne (Basel-Landschaft)                      |
| Bienne (Biel)                                         | Berne (Bern)                                          |
| Bière                                                 | Vaud                                                  |
| Biezwil                                               | Soleure (Solothurn)                                   |
| Biglen                                                | Berne (Bern)                                          |
| Billens-Hennens                                       | Fribourg (Freiburg)                                   |
| Binn                                                  | Valais (Wallis)                                       |
| Binningen                                             | Bâle-Campagne (Basel-Landschaft)                      |
| Bioggio                                               | Tessin (Ticino)                                       |
| Bioley-Magnoux                                        | Vaud                                                  |
| Birmensdorf                                           | Zurich (Zürich)                                       |
| Birmenstorf                                           | Argovie (Aargau)                                      |
| Birr                                                  | Argovie (Aargau)                                      |
| Birrhard                                              | Argovie (Aargau)                                      |
| Birrwil                                               | Argovie (Aargau)                                      |
| Birsfelden                                            | Bâle-Campagne (Basel-Landschaft)                      |
| Birwinken                                             | Thurgovie (Thurgau)                                   |
| Bischofszell                                          | Thurgovie (Thurgau)                                   |
| Bissone                                               | Tessin (Ticino)                                       |
| Bister                                                | Valais (Wallis)                                       |
| Bitsch                                                | Valais (Wallis)                                       |
| Blatten                                               | Valais (Wallis)                                       |
| Blauen                                                | Bâle-Campagne (Basel-Landschaft)                      |
| Bleienbach                                            | Berne (Bern)                                          |
| Blenio                                                | Tessin (Ticino)                                       |
| Blonay – Saint-Légier                                 | Vaud                                                  |
| Blumenstein                                           | Berne (Bern)                                          |
| Böckten                                               | Bâle-Campagne (Basel-Landschaft)                      |
| Bodio                                                 | Tessin (Ticino)                                       |
| Boécourt                                              | Jura                                                  |
| Bofflens                                              | Vaud                                                  |
| Bogis-Bossey                                          | Vaud                                                  |
| Bois-d'Amont                                          | Fribourg (Freiburg)                                   |
| Bolken                                                | Soleure (Solothurn)                                   |
| Bolligen                                              | Berne (Bern)                                          |
| Boltigen                                              | Berne (Bern)                                          |
| Bonaduz                                               | Grisons (Graubünden/Grigioni/Grischun)                |
| Boncourt                                              | Jura                                                  |
| Bonfol                                                | Jura                                                  |
| Bönigen                                               | Berne (Bern)                                          |
| Boningen                                              | Soleure (Solothurn)                                   |
| Boniswil                                              | Argovie (Aargau)                                      |
| Bonstetten                                            | Zurich (Zürich)                                       |
| Bonvillars                                            | Vaud                                                  |
| Boppelsen                                             | Zurich (Zürich)                                       |
| Borex                                                 | Vaud                                                  |
| Bosco/Gurin                                           | Tessin (Ticino)                                       |
| Bossonnens                                            | Fribourg (Freiburg)                                   |
| Boswil                                                | Argovie (Aargau)                                      |
| Bottens                                               | Vaud                                                  |
| Bottenwil                                             | Argovie (Aargau)                                      |
| Botterens                                             | Fribourg (Freiburg)                                   |
| Bottighofen                                           | Thurgovie (Thurgau)                                   |
| Bottmingen                                            | Bâle-Campagne (Basel-Landschaft)                      |
| Böttstein                                             | Argovie (Aargau)                                      |
| Boudry                                                | Neuchâtel                                             |
| Bougy-Villars                                         | Vaud                                                  |
| Boulens                                               | Vaud                                                  |
| Bourg-en-Lavaux                                       | Vaud                                                  |
| Bourg-Saint-Pierre                                    | Valais (Wallis)                                       |
| Bournens                                              | Vaud                                                  |
| Bourrignon                                            | Jura                                                  |
| Boussens                                              | Vaud                                                  |
| Bovernier                                             | Valais (Wallis)                                       |
| Bowil                                                 | Berne (Bern)                                          |
| Bözberg                                               | Argovie (Aargau)                                      |
| Böztal                                                | Argovie (Aargau)                                      |
| Braunau                                               | Thurgovie (Thurgau)                                   |
| Bregaglia                                             | Grisons (Graubünden/Grigioni/Grischun)                |
| Breggia                                               | Tessin (Ticino)                                       |
| Breil/Brigels                                         | Grisons (Graubünden/Grigioni/Grischun)                |
| Bremblens                                             | Vaud                                                  |
| Bremgarten                                            | Argovie (Aargau)                                      |
| Bremgarten bei Bern                                   | Berne (Bern)                                          |
| Brenzikofen                                           | Berne (Bern)                                          |
| Bretiège (Brüttelen)                                  | Berne (Bern)                                          |
| Bretigny-sur-Morrens                                  | Vaud                                                  |
| Bretonbac (Breitenbach)                               | Soleure (Solothurn)                                   |
| Bretonnières                                          | Vaud                                                  |
| Bretzwil                                              | Bâle-Campagne (Basel-Landschaft)                      |
| Brienz                                                | Berne (Bern)                                          |
| Brienzwiler                                           | Berne (Bern)                                          |
| Brigue-Glis (Brig-Glis)                               | Valais (Wallis)                                       |
| Brione sopra Minusio                                  | Tessin (Ticino)                                       |
| Brislach                                              | Bâle-Campagne (Basel-Landschaft)                      |
| Brissago                                              | Tessin (Ticino)                                       |
| Brittnau                                              | Argovie (Aargau)                                      |
| Broc                                                  | Fribourg (Freiburg)                                   |
| Brot-Plamboz                                          | Neuchâtel                                             |
| Brugg                                                 | Argovie (Aargau)                                      |
| Brügg                                                 | Berne (Bern)                                          |
| Brunegg                                               | Argovie (Aargau)                                      |
| Brünisried                                            | Fribourg (Freiburg)                                   |
| Brusino Arsizio                                       | Tessin (Ticino)                                       |
| Brusio                                                | Grisons (Graubünden/Grigioni/Grischun)                |
| Brütten                                               | Zurich (Zürich)                                       |
| Bubendorf                                             | Bâle-Campagne (Basel-Landschaft)                      |
| Bubikon                                               | Zurich (Zürich)                                       |
| Buch                                                  | Schaffhouse (Schaffhausen)                            |
| Buch am Irchel                                        | Zurich (Zürich)                                       |
| Buchberg                                              | Schaffhouse (Schaffhausen)                            |
| Buchegg                                               | Soleure (Solothurn)                                   |
| Buchholterberg                                        | Berne (Bern)                                          |
| Buchillon                                             | Vaud                                                  |
| Buchrain                                              | Lucerne (Luzern)                                      |
| Buchs (AG)                                            | Argovie (Aargau)                                      |
| Buchs (SG)                                            | Saint-Gall (Sankt Gallen)                             |
| Buchs (ZH)                                            | Zurich (Zürich)                                       |
| Buckten                                               | Bâle-Campagne (Basel-Landschaft)                      |
| Büetigen                                              | Berne (Bern)                                          |
| Bühl                                                  | Berne (Bern)                                          |
| Bühler                                                | Appenzell-Rhodes-Extérieures (Appenzell Ausserrhoden) |
| Bülach                                                | Zurich (Zürich)                                       |
| Bulle                                                 | Fribourg (Freiburg)                                   |
| Bullet                                                | Vaud                                                  |
| Bünzen                                                | Argovie (Aargau)                                      |
| Buochs                                                | Nidwald (Nidwalden)                                   |
| Bürchen                                               | Valais (Wallis)                                       |
| Bure                                                  | Jura                                                  |
| Büren                                                 | Soleure (Solothurn)                                   |
| Büren an der Aare                                     | Berne (Bern)                                          |
| Burg                                                  | Argovie (Aargau)                                      |
| Burgistein                                            | Berne (Bern)                                          |
| Bürglen (TG)                                          | Thurgovie (Thurgau)                                   |
| Bürglen (UR)                                          | Uri                                                   |
| Bursinel                                              | Vaud                                                  |
| Bursins                                               | Vaud                                                  |
| Burtigny                                              | Vaud                                                  |
| Büron                                                 | Lucerne (Luzern)                                      |
| Buseno                                                | Grisons (Graubünden/Grigioni/Grischun)                |
| Büsserach                                             | Soleure (Solothurn)                                   |
| Bussigny                                              | Vaud                                                  |
| Bussnang                                              | Thurgovie (Thurgau)                                   |
| Busswil bei Melchnau                                  | Berne (Bern)                                          |
| Bussy-sur-Moudon                                      | Vaud                                                  |
| Bütschwil-Ganterschwil                                | Saint-Gall (Sankt Gallen)                             |
| Büttenhardt                                           | Schaffhouse (Schaffhausen)                            |
| Büttikon                                              | Argovie (Aargau)                                      |
| Buttisholz                                            | Lucerne (Luzern)                                      |
| Buttwil                                               | Argovie (Aargau)                                      |
| Buus                                                  | Bâle-Campagne (Basel-Landschaft)                      |
| Cademario                                             | Tessin (Ticino)                                       |
| Cadempino                                             | Tessin (Ticino)                                       |
| Cadenazzo                                             | Tessin (Ticino)                                       |
| Calanca                                               | Grisons (Graubünden/Grigioni/Grischun)                |
| Cama                                                  | Grisons (Graubünden/Grigioni/Grischun)                |
| Campo                                                 | Tessin (Ticino)                                       |
| Canobbio                                              | Tessin (Ticino)                                       |
| Capriasca                                             | Tessin (Ticino)                                       |
| Carouge                                               | Genève                                                |
| Cartigny                                              | Genève                                                |
| Caslano                                               | Tessin (Ticino)                                       |
| Castaneda                                             | Grisons (Graubünden/Grigioni/Grischun)                |
| Castel San Pietro                                     | Tessin (Ticino)                                       |
| Cazis                                                 | Grisons (Graubünden/Grigioni/Grischun)                |
| Celerina/Schlarigna                                   | Grisons (Graubünden/Grigioni/Grischun)                |
| Céligny                                               | Genève                                                |
| Centovalli                                            | Tessin (Ticino)                                       |
| Cerentino                                             | Tessin (Ticino)                                       |
| Cerlier (Erlach)                                      | Berne (Bern)                                          |
| Cevio                                                 | Tessin (Ticino)                                       |
| Chalais                                               | Valais (Wallis)                                       |
| Cham                                                  | Zoug (Zug)                                            |
| Chamblon                                              | Vaud                                                  |
| Chamoson                                              | Valais (Wallis)                                       |
| Champagne                                             | Vaud                                                  |
| Champéry                                              | Valais (Wallis)                                       |
| Champion (Gampelen)                                   | Berne (Bern)                                          |
| Champoz                                               | Berne (Bern)                                          |
| Champtauroz                                           | Vaud                                                  |
| Champvent                                             | Vaud                                                  |
| Chancy                                                | Genève                                                |
| Chapelle (BE) (Kappelen)                              | Berne (Bern)                                          |
| Chapelle (FR)                                         | Fribourg (Freiburg)                                   |
| Chardonne                                             | Vaud                                                  |
| Château-d'Œx                                          | Vaud                                                  |
| Châtel-Saint-Denis                                    | Fribourg (Freiburg)                                   |
| Châtel-sur-Montsalvens                                | Fribourg (Freiburg)                                   |
| Châtelet (Gsteig bei Gstaad)                          | Berne (Bern)                                          |
| Châtillon (FR)                                        | Fribourg (Freiburg)                                   |
| Châtillon (JU)                                        | Jura                                                  |
| Châtillon-le-Bas (Niedergesteln)                      | Valais (Wallis)                                       |
| Châtonnaye                                            | Fribourg (Freiburg)                                   |
| Chavannes-de-Bogis                                    | Vaud                                                  |
| Chavannes-des-Bois                                    | Vaud                                                  |
| Chavannes-le-Chêne                                    | Vaud                                                  |
| Chavannes-le-Veyron                                   | Vaud                                                  |
| Chavannes-près-Renens                                 | Vaud                                                  |
| Chavannes-sur-Moudon                                  | Vaud                                                  |
| Chavornay                                             | Vaud                                                  |
| Chêne-Bougeries                                       | Genève                                                |
| Chêne-Bourg                                           | Genève                                                |
| Chêne-Pâquier                                         | Vaud                                                  |
| Chénens                                               | Fribourg (Freiburg)                                   |
| Cheseaux-Noréaz                                       | Vaud                                                  |
| Cheseaux-sur-Lausanne                                 | Vaud                                                  |
| Chéserex                                              | Vaud                                                  |
| Chessel                                               | Vaud                                                  |
| Chevilly                                              | Vaud                                                  |
| Chevrilles (Giffers)                                  | Fribourg (Freiburg)                                   |
| Chevroux                                              | Vaud                                                  |
| Chexbres                                              | Vaud                                                  |
| Cheyres-Châbles                                       | Fribourg (Freiburg)                                   |
| Chiasso                                               | Tessin (Ticino)                                       |
| Chiètres (Kerzers)                                    | Fribourg (Freiburg)                                   |
| Chigny                                                | Vaud                                                  |
| Chippis                                               | Valais (Wallis)                                       |
| Chironico                                             | Tessin (Ticino)                                       |
| Chouchignies (Kallnach)                               | Berne (Bern)                                          |
| Choufaille (Täuffelen)                                | Berne (Bern)                                          |
| Choulex                                               | Genève                                                |
| Chules (Gals)                                         | Berne (Bern)                                          |
| Churwalden                                            | Grisons (Graubünden/Grigioni/Grischun)                |
| Clarmont                                              | Vaud                                                  |
| Clos du Doubs                                         | Jura                                                  |
| Coeuve                                                | Jura                                                  |
| Coinsins                                              | Vaud                                                  |
| Coire (Chur)                                          | Grisons (Graubünden/Grigioni/Grischun)                |
| Coldrerio                                             | Tessin (Ticino)                                       |
| Collex-Bossy                                          | Genève                                                |
| Collina d'Oro                                         | Tessin (Ticino)                                       |
| Collombey-Muraz                                       | Valais (Wallis)                                       |
| Collonge-Bellerive                                    | Genève                                                |
| Collonges                                             | Valais (Wallis)                                       |
| Cologny                                               | Genève                                                |
| Comano                                                | Tessin (Ticino)                                       |
| Commugny                                              | Vaud                                                  |
| Conches (Goms)                                        | Valais (Wallis)                                       |
| Conches-le-Haut (Obergoms)                            | Valais (Wallis)                                       |
| Concise                                               | Vaud                                                  |
| Confignon                                             | Genève                                                |
| Conters im Prättigau                                  | Grisons (Graubünden/Grigioni/Grischun)                |
| Conthey                                               | Valais (Wallis)                                       |
| Coppet                                                | Vaud                                                  |
| Corbeyrier                                            | Vaud                                                  |
| Corbières                                             | Fribourg (Freiburg)                                   |
| Corbruil (Gurbrü)                                     | Berne (Bern)                                          |
| Corcelles                                             | Berne (Bern)                                          |
| Corcelles-le-Jorat                                    | Vaud                                                  |
| Corcelles-près-Concise                                | Vaud                                                  |
| Corcelles-près-Payerne                                | Vaud                                                  |
| Corgémont                                             | Berne (Bern)                                          |
| Corminboeuf                                           | Fribourg (Freiburg)                                   |
| Cormondes (Gurmels)                                   | Fribourg (Freiburg)                                   |
| Cormoret                                              | Berne (Bern)                                          |
| Cornaux                                               | Neuchâtel                                             |
| Cornol                                                | Jura                                                  |
| Corseaux                                              | Vaud                                                  |
| Corsier                                               | Genève                                                |
| Corsier-sur-Vevey                                     | Vaud                                                  |
| Cortaillod                                            | Neuchâtel                                             |
| Cortébert                                             | Berne (Bern)                                          |
| Cossonay                                              | Vaud                                                  |
| Cottens                                               | Fribourg (Freiburg)                                   |
| Courchapoix                                           | Jura                                                  |
| Courchavon                                            | Jura                                                  |
| Courgenay                                             | Jura                                                  |
| Courgevaux                                            | Fribourg (Freiburg)                                   |
| Courrendlin                                           | Jura                                                  |
| Courroux                                              | Jura                                                  |
| Court                                                 | Berne (Bern)                                          |
| Courtedoux                                            | Jura                                                  |
| Courtelary                                            | Berne (Bern)                                          |
| Courtepin                                             | Fribourg (Freiburg)                                   |
| Courtételle                                           | Jura                                                  |
| Crans                                                 | Vaud                                                  |
| Crans-Montana                                         | Valais (Wallis)                                       |
| Crassier                                              | Vaud                                                  |
| Crémines                                              | Berne (Bern)                                          |
| Cressier (FR)                                         | Fribourg (Freiburg)                                   |
| Cressier (NE)                                         | Neuchâtel                                             |
| Crésuz                                                | Fribourg (Freiburg)                                   |
| Crissier                                              | Vaud                                                  |
| Cronay                                                | Vaud                                                  |
| Croy                                                  | Vaud                                                  |
| Cuarnens                                              | Vaud                                                  |
| Cuarny                                                | Vaud                                                  |
| Cudrefin                                              | Vaud                                                  |
| Cugnasco-Gerra                                        | Tessin (Ticino)                                       |
| Cugy (FR)                                             | Fribourg (Freiburg)                                   |
| Cugy (VD)                                             | Vaud                                                  |
| Cureglia                                              | Tessin (Ticino)                                       |
| Curio                                                 | Tessin (Ticino)                                       |
| Curtilles                                             | Vaud                                                  |
| Dachsen                                               | Zurich (Zürich)                                       |
| Dägerlen                                              | Zurich (Zürich)                                       |
| Dagmersellen                                          | Lucerne (Luzern)                                      |
| Daillens                                              | Vaud                                                  |
| Dallenwil                                             | Nidwald (Nidwalden)                                   |
| Dällikon                                              | Zurich (Zürich)                                       |
| Dalpe                                                 | Tessin (Ticino)                                       |
| Damphreux                                             | Jura                                                  |
| Däniken                                               | Soleure (Solothurn)                                   |
| Dänikon                                               | Zurich (Zürich)                                       |
| Dardagny                                              | Genève                                                |
| Därligen                                              | Berne (Bern)                                          |
| Därstetten                                            | Berne (Bern)                                          |
| Dättlikon                                             | Zurich (Zürich)                                       |
| Davos                                                 | Grisons (Graubünden/Grigioni/Grischun)                |
| Degersheim                                            | Saint-Gall (Sankt Gallen)                             |
| Deisswil bei Münchenbuchsee                           | Berne (Bern)                                          |
| Deitingen                                             | Soleure (Solothurn)                                   |
| Delémont                                              | Jura                                                  |
| Delley-Portalban                                      | Fribourg (Freiburg)                                   |
| Démoret                                               | Vaud                                                  |
| Denens                                                | Vaud                                                  |
| Denges                                                | Vaud                                                  |
| Densbüren                                             | Argovie (Aargau)                                      |
| Derendingen                                           | Soleure (Solothurn)                                   |
| Develier                                              | Jura                                                  |
| Diegten                                               | Bâle-Campagne (Basel-Landschaft)                      |
| Dielsdorf                                             | Zurich (Zürich)                                       |
| Diemerswil                                            | Berne (Bern)                                          |
| Diemtigen                                             | Berne (Bern)                                          |
| Diepflingen                                           | Bâle-Campagne (Basel-Landschaft)                      |
| Diepoldsau                                            | Saint-Gall (Sankt Gallen)                             |
| Dierikon                                              | Lucerne (Luzern)                                      |
| Diessbach bei Büren                                   | Berne (Bern)                                          |
| Diessenhofen                                          | Thurgovie (Thurgau)                                   |
| Dietikon                                              | Zurich (Zürich)                                       |
| Dietlikon                                             | Zurich (Zürich)                                       |
| Dietwil                                               | Argovie (Aargau)                                      |
| Dinhard                                               | Zurich (Zürich)                                       |
| Dintikon                                              | Argovie (Aargau)                                      |
| Dirlaret (Rechthalten)                                | Fribourg (Freiburg)                                   |
| Disentis/Mustér                                       | Grisons (Graubünden/Grigioni/Grischun)                |
| Dittingen                                             | Bâle-Campagne (Basel-Landschaft)                      |
| Dizy                                                  | Vaud                                                  |
| Domat/Ems                                             | Grisons (Graubünden/Grigioni/Grischun)                |
| Domleschg                                             | Grisons (Graubünden/Grigioni/Grischun)                |
| Dompierre                                             | Vaud                                                  |
| Donneloye                                             | Vaud                                                  |
| Doppleschwand                                         | Lucerne (Luzern)                                      |
| Dorénaz                                               | Valais (Wallis)                                       |
| Dorf                                                  | Zurich (Zürich)                                       |
| Dörflingen                                            | Schaffhouse (Schaffhausen)                            |
| Dornach                                               | Soleure (Solothurn)                                   |
| Dottikon                                              | Argovie (Aargau)                                      |
| Döttingen                                             | Argovie (Aargau)                                      |
| Dotzigen                                              | Berne (Bern)                                          |
| Douanne-Daucher (Twann-Tüscherz)                      | Berne (Bern)                                          |
| Douquinge (Duggingen)                                 | Bâle-Campagne (Basel-Landschaft)                      |
| Dozwil                                                | Thurgovie (Thurgau)                                   |
| Drei Höfe                                             | Soleure (Solothurn)                                   |
| Dübendorf                                             | Zurich (Zürich)                                       |
| Duillier                                              | Vaud                                                  |
| Dulliken                                              | Soleure (Solothurn)                                   |
| Dully                                                 | Vaud                                                  |
| Dürnten                                               | Zurich (Zürich)                                       |
| Dürrenäsch                                            | Argovie (Aargau)                                      |
| Dürrenroth                                            | Berne (Bern)                                          |
| Ebikon                                                | Lucerne (Luzern)                                      |
| Ebnat-Kappel                                          | Saint-Gall (Sankt Gallen)                             |
| Échallens                                             | Vaud                                                  |
| Échandens                                             | Vaud                                                  |
| Echarlens                                             | Fribourg (Freiburg)                                   |
| Échichens                                             | Vaud                                                  |
| Éclépens                                              | Vaud                                                  |
| Écublens (FR)                                         | Fribourg (Freiburg)                                   |
| Écublens (VD)                                         | Vaud                                                  |
| Ederswiler                                            | Jura                                                  |
| Egerkingen                                            | Soleure (Solothurn)                                   |
| Egg                                                   | Zurich (Zürich)                                       |
| Eggenwil                                              | Argovie (Aargau)                                      |
| Eggerberg                                             | Valais (Wallis)                                       |
| Eggersriet                                            | Saint-Gall (Sankt Gallen)                             |
| Eggiwil                                               | Berne (Bern)                                          |
| Egliswil                                              | Argovie (Aargau)                                      |
| Egnach                                                | Thurgovie (Thurgau)                                   |
| Egolzwil                                              | Lucerne (Luzern)                                      |
| Ehrendingen                                           | Argovie (Aargau)                                      |
| Eich                                                  | Lucerne (Luzern)                                      |
| Eichberg                                              | Saint-Gall (Sankt Gallen)                             |
| Eiken                                                 | Argovie (Aargau)                                      |
| Einsiedeln                                            | Schwytz (Schwyz)                                      |
| Eischoll                                              | Valais (Wallis)                                       |
| Eisten                                                | Valais (Wallis)                                       |
| Elay (Seehof)                                         | Berne (Bern)                                          |
| Ellikon an der Thur                                   | Zurich (Zürich)                                       |
| Elsau                                                 | Zurich (Zürich)                                       |
| Embd                                                  | Valais (Wallis)                                       |
| Embrach                                               | Zurich (Zürich)                                       |
| Emèse-le-Haut (Oberems)                               | Valais (Wallis)                                       |
| Emmen                                                 | Lucerne (Luzern)                                      |
| Emmetten                                              | Nidwald (Nidwalden)                                   |
| Endingen                                              | Argovie (Aargau)                                      |
| Engelberg                                             | Obwald (Obwalden)                                     |
| Enges                                                 | Neuchâtel                                             |
| Ennetbaden                                            | Argovie (Aargau)                                      |
| Ennetbürgen                                           | Nidwald (Nidwalden)                                   |
| Ennetmoos                                             | Nidwald (Nidwalden)                                   |
| Entlebuch                                             | Lucerne (Luzern)                                      |
| Épalinges                                             | Vaud                                                  |
| Épendes                                               | Vaud                                                  |
| Eppenberg-Wöschnau                                    | Soleure (Solothurn)                                   |
| Epsach                                                | Berne (Bern)                                          |
| Eptingen                                              | Bâle-Campagne (Basel-Landschaft)                      |
| Erginvelier (Erschwil)                                | Soleure (Solothurn)                                   |
| Eriswil                                               | Berne (Bern)                                          |
| Eriz                                                  | Berne (Bern)                                          |
| Erlen                                                 | Thurgovie (Thurgau)                                   |
| Erlenbach                                             | Zurich (Zürich)                                       |
| Erlenbach im Simmental                                | Berne (Bern)                                          |
| Erlinsbach (AG)                                       | Argovie (Aargau)                                      |
| Erlinsbach (SO)                                       | Soleure (Solothurn)                                   |
| Ermatingen                                            | Thurgovie (Thurgau)                                   |
| Ermensee                                              | Lucerne (Luzern)                                      |
| Ersigen                                               | Berne (Bern)                                          |
| Erstfeld                                              | Uri                                                   |
| Eschenbach (LU)                                       | Lucerne (Luzern)                                      |
| Eschenbach (SG)                                       | Saint-Gall (Sankt Gallen)                             |
| Eschenz                                               | Thurgovie (Thurgau)                                   |
| Eschert                                               | Berne (Bern)                                          |
| Eschlikon                                             | Thurgovie (Thurgau)                                   |
| Essers (Heitenried)                                   | Fribourg (Freiburg)                                   |
| Essert (Ried bei Kerzers)                             | Fribourg (Freiburg)                                   |
| Essertines-sur-Rolle                                  | Vaud                                                  |
| Essertines-sur-Yverdon                                | Vaud                                                  |
| Estavayer                                             | Fribourg (Freiburg)                                   |
| Étagnières                                            | Vaud                                                  |
| Étoy                                                  | Vaud                                                  |
| Ettingen                                              | Bâle-Campagne (Basel-Landschaft)                      |
| Ettiswil                                              | Lucerne (Luzern)                                      |
| Etziken                                               | Soleure (Solothurn)                                   |
| Evilard (Leubringen)                                  | Berne (Bern)                                          |
| Evionnaz                                              | Valais (Wallis)                                       |
| Evolène                                               | Valais (Wallis)                                       |
| Eysins                                                | Vaud                                                  |
| Fahrni                                                | Berne (Bern)                                          |
| Fahrwangen                                            | Argovie (Aargau)                                      |
| Fahy                                                  | Jura                                                  |
| Faido                                                 | Tessin (Ticino)                                       |
| Falera                                                | Grisons (Graubünden/Grigioni/Grischun)                |
| Fällanden                                             | Zurich (Zürich)                                       |
| Faoug                                                 | Vaud                                                  |
| Farnern                                               | Berne (Bern)                                          |
| Favarges (Schmitten (FR))                             | Fribourg (Freiburg)                                   |
| Féchy                                                 | Vaud                                                  |
| Fée (Saas-Fee)                                        | Valais (Wallis)                                       |
| Fehraltorf                                            | Zurich (Zürich)                                       |
| Fehren                                                | Soleure (Solothurn)                                   |
| Felben-Wellhausen                                     | Thurgovie (Thurgau)                                   |
| Feldbrunnen-Sankt Niklaus                             | Soleure (Solothurn)                                   |
| Felsberg                                              | Grisons (Graubünden/Grigioni/Grischun)                |
| Fenis (Vinelz)                                        | Berne (Bern)                                          |
| Ferden                                                | Valais (Wallis)                                       |
| Ferpicloz                                             | Fribourg (Freiburg)                                   |
| Ferrera                                               | Grisons (Graubünden/Grigioni/Grischun)                |
| Ferreyres                                             | Vaud                                                  |
| Fétigny                                               | Fribourg (Freiburg)                                   |
| Feuerthalen                                           | Zurich (Zürich)                                       |
| Feusisberg                                            | Schwytz (Schwyz)                                      |
| Fey                                                   | Vaud                                                  |
| Fideris                                               | Grisons (Graubünden/Grigioni/Grischun)                |
| Fiesch                                                | Valais (Wallis)                                       |
| Fieschertal                                           | Valais (Wallis)                                       |
| Fiez                                                  | Vaud                                                  |
| Finhaut                                               | Valais (Wallis)                                       |
| Fischbach                                             | Lucerne (Luzern)                                      |
| Fischbach-Göslikon                                    | Argovie (Aargau)                                      |
| Fischenthal                                           | Zurich (Zürich)                                       |
| Fischingen                                            | Thurgovie (Thurgau)                                   |
| Fisibach                                              | Argovie (Aargau)                                      |
| Fislisbach                                            | Argovie (Aargau)                                      |
| Flaach                                                | Zurich (Zürich)                                       |
| Fläsch                                                | Saint-Gall (Sankt Gallen)                             |
| Flawil                                                | Saint-Gall (Sankt Gallen)                             |
| Flerden                                               | Grisons (Graubünden/Grigioni/Grischun)                |
| Flims                                                 | Grisons (Graubünden/Grigioni/Grischun)                |
| Flüelen                                               | Uri                                                   |
| Flühli                                                | Lucerne (Luzern)                                      |
| Flumenthal                                            | Soleure (Solothurn)                                   |
| Flums                                                 | Saint-Gall (Sankt Gallen)                             |
| Flurlingen                                            | Zurich (Zürich)                                       |
| Fontaines-sur-Grandson                                | Vaud                                                  |
| Fontenais                                             | Jura                                                  |
| Forel                                                 | Vaud                                                  |
| Forst-Längenbühl                                      | Berne (Bern)                                          |
| Founex                                                | Vaud                                                  |
| Frasses (Fräschels)                                   | Fribourg (Freiburg)                                   |
| Fraubrunnen                                           | Berne (Bern)                                          |
| Frauenfeld                                            | Thurgovie (Thurgau)                                   |
| Frauenkappelen                                        | Berne (Bern)                                          |
| Freienbach                                            | Schwytz (Schwyz)                                      |
| Freienstein-Teufen                                    | Zurich (Zürich)                                       |
| Freienwil                                             | Argovie (Aargau)                                      |
| Freimettigen                                          | Berne (Bern)                                          |
| Frenkendorf                                           | Bâle-Campagne (Basel-Landschaft)                      |
| Fribourg (Freiburg)                                   | Fribourg (Freiburg)                                   |
| Frick                                                 | Argovie (Aargau)                                      |
| Froideville                                           | Vaud                                                  |
| Frutigen                                              | Berne (Bern)                                          |
| Full-Reuenthal                                        | Argovie (Aargau)                                      |
| Füllinsdorf                                           | Bâle-Campagne (Basel-Landschaft)                      |
| Fully                                                 | Valais (Wallis)                                       |
| Fulenbach                                             | Soleure (Solothurn)                                   |
| Furna                                                 | Grisons (Graubünden/Grigioni/Grischun)                |
| Fürstenau                                             | Grisons (Graubünden/Grigioni/Grischun)                |
| Gächlingen                                            | Schaffhouse (Schaffhausen)                            |
| Gachnang                                              | Thurgovie (Thurgau)                                   |
| Gais                                                  | Appenzell-Rhodes-Extérieures (Appenzell Ausserrhoden) |
| Gaiserwald                                            | Saint-Gall (Sankt Gallen)                             |
| Galgenen                                              | Schwytz (Schwyz)                                      |
| Gambarogno                                            | Tessin (Ticino)                                       |
| Gampel-Bratsch                                        | Valais (Wallis)                                       |
| Gams                                                  | Saint-Gall (Sankt Gallen)                             |
| Gansingen                                             | Argovie (Aargau)                                      |
| Gebenstorf                                            | Argovie (Aargau)                                      |
| Gelterkinden                                          | Bâle-Campagne (Basel-Landschaft)                      |
| Geltwil                                               | Argovie (Aargau)                                      |
| Gempen                                                | Soleure (Solothurn)                                   |
| Genève                                                | Genève                                                |
| Genolier                                              | Vaud                                                  |
| Genthod                                               | Genève                                                |
| Gerlafingen                                           | Soleure (Solothurn)                                   |
| Geroldswil                                            | Zurich (Zürich)                                       |
| Gersau                                                | Schwytz (Schwyz)                                      |
| Gerzensee                                             | Berne (Bern)                                          |
| Gessenay (Saanen)                                     | Berne (Bern)                                          |
| Geuensee                                              | Lucerne (Luzern)                                      |
| Gibloux                                               | Fribourg (Freiburg)                                   |
| Giebenach                                             | Bâle-Campagne (Basel-Landschaft)                      |
| Giez                                                  | Vaud                                                  |
| Gilly                                                 | Vaud                                                  |
| Gimel                                                 | Vaud                                                  |
| Gingins                                               | Vaud                                                  |
| Gipf-Oberfrick                                        | Argovie (Aargau)                                      |
| Giornico                                              | Tessin (Ticino)                                       |
| Gisikon                                               | Lucerne (Luzern)                                      |
| Giswil                                                | Obwald (Obwalden)                                     |
| Givisiez                                              | Fribourg (Freiburg)                                   |
| Givrins                                               | Vaud                                                  |
| Gland                                                 | Vaud                                                  |
| Glaris (Glarus)                                       | Glaris (Glarus)                                       |
| Glaris Nord (Glarus Nord)                             | Glaris (Glarus)                                       |
| Glaris Sud (Glarus Süd)                               | Glaris (Glarus)                                       |
| Glattfelde                                            | Zurich (Zürich)                                       |
| Gléresse (Ligerz)                                     | Berne (Bern)                                          |
| Gletterens                                            | Fribourg (Freiburg)                                   |
| Goldach                                               | Saint-Gall (Sankt Gallen)                             |
| Gollion                                               | Vaud                                                  |
| Gommiswald                                            | Saint-Gall (Sankt Gallen)                             |
| Gondiswil                                             | Berne (Bern)                                          |
| Gonten                                                | Appenzell-Rhodes-Intérieures (Appenzell Innerrhoden)  |
| Gontenschwil                                          | Argovie (Aargau)                                      |
| Gordola                                               | Tessin (Ticino)                                       |
| Göschenen                                             | Uri                                                   |
| Gossau (SG)                                           | Saint-Gall (Sankt Gallen)                             |
| Gossau (ZH)                                           | Zurich (Zürich)                                       |
| Gottlieben                                            | Thurgovie (Thurgau)                                   |
| Goumoëns                                              | Vaud                                                  |
| Graben                                                | Berne (Bern)                                          |
| Grabs                                                 | Saint-Gall (Sankt Gallen)                             |
| Grächen                                               | Valais (Wallis)                                       |
| Grancia                                               | Tessin (Ticino)                                       |
| Grancy                                                | Vaud                                                  |
| Grandcour                                             | Vaud                                                  |
| Grandelle (Grindel)                                   | Soleure (Solothurn)                                   |
| Grandevent                                            | Vaud                                                  |
| Grandfontaine                                         | Jura                                                  |
| Grandson                                              | Vaud                                                  |
| Grandval                                              | Berne (Bern)                                          |
| Grandvillard                                          | Fribourg (Freiburg)                                   |
| Granges (FR)                                          | Fribourg (Freiburg)                                   |
| Granges (SO) (Grenchen)                               | Soleure (Solothurn)                                   |
| Granges-Paccot                                        | Fribourg (Freiburg)                                   |
| Grangettes                                            | Fribourg (Freiburg)                                   |
| Gränichen                                             | Argovie (Aargau)                                      |
| Grasse-Poule                                          | Berne (Bern)                                          |
| Gravesano                                             | Tessin (Ticino)                                       |
| Greifensee                                            | Zurich (Zürich)                                       |
| Grellingue (Grellingen)                               | Bâle-Campagne (Basel-Landschaft)                      |
| Greng                                                 | Fribourg (Freiburg)                                   |
| Grengiols                                             | Valais (Wallis)                                       |
| Grens                                                 | Vaud                                                  |
| Greppen                                               | Lucerne (Luzern)                                      |
| Gretzenbach                                           | Soleure (Solothurn)                                   |
| Grimisuat                                             | Valais (Wallis)                                       |
| Grindelwald                                           | Berne (Bern)                                          |
| Grolley                                               | Fribourg (Freiburg)                                   |
| Grône                                                 | Valais (Wallis)                                       |
| Grono                                                 | Grisons (Graubünden/Grigioni/Grischun)                |
| Grossaffoltern                                        | Berne (Bern)                                          |
| Grossdietwil                                          | Lucerne (Luzern)                                      |
| Grosshöchstetten                                      | Berne (Bern)                                          |
| Grosswangen                                           | Lucerne (Luzern)                                      |
| Grub                                                  | Appenzell-Rhodes-Extérieures (Appenzell Ausserrhoden) |
| Grüningen                                             | Zurich (Zürich)                                       |
| Grüsch                                                | Grisons (Graubünden/Grigioni/Grischun)                |
| Gruyères                                              | Fribourg (Freiburg)                                   |
| Gryon                                                 | Vaud                                                  |
| Gsteigwiler                                           | Berne (Bern)                                          |
| Gündlischwand                                         | Berne (Bern)                                          |
| Guggisberg                                            | Berne (Bern)                                          |
| Guin (Düdingen)                                       | Fribourg (Freiburg)                                   |
| Günsberg                                              | Soleure (Solothurn)                                   |
| Gunzgen                                               | Soleure (Solothurn)                                   |
| Gurtnellen                                            | Uri                                                   |
| Gurzelen                                              | Berne (Bern)                                          |
| Guttannen                                             | Berne (Bern)                                          |
| Guttet-Feschel                                        | Valais (Wallis)                                       |
| Güttingen                                             | Thurgovie (Thurgau)                                   |
| Gy                                                    | Genève                                                |
| Habkern                                               | Berne (Bern)                                          |
| Habsburg                                              | Argovie (Aargau)                                      |
| Häfelfingen                                           | Bâle-Campagne (Basel-Landschaft)                      |
| Hagenbuch                                             | Zurich (Zürich)                                       |
| Hägendorf                                             | Soleure (Solothurn)                                   |
| Häggenschwil                                          | Saint-Gall (Sankt Gallen)                             |
| Hägglingen                                            | Argovie (Aargau)                                      |
| Hagneck                                               | Berne (Bern)                                          |
| Hallau                                                | Schaffhouse (Schaffhausen)                            |
| Hallwil                                               | Argovie (Aargau)                                      |
| Halten                                                | Soleure (Solothurn)                                   |
| Härkingen                                             | Soleure (Solothurn)                                   |
| Hasle                                                 | Lucerne (Luzern)                                      |
| Hasle bei Burgdorf                                    | Berne (Bern)                                          |
| Hasliberg                                             | Berne (Bern)                                          |
| Hauenstein-Ifenthal                                   | Soleure (Solothurn)                                   |
| Hauptwil-Gottshaus                                    | Thurgovie (Thurgau)                                   |
| Hausen                                                | Argovie (Aargau)                                      |
| Hausen am Albis                                       | Zurich (Zürich)                                       |
| Haut-Intyamon                                         | Fribourg (Freiburg)                                   |
| Haute-Ajoie                                           | Jura                                                  |
| Haute-Sorne                                           | Jura                                                  |
| Hautemorges                                           | Vaud                                                  |
| Hauterive (FR)                                        | Fribourg (Freiburg)                                   |
| Hauterive (NE)                                        | Neuchâtel                                             |
| Hauteville                                            | Fribourg (Freiburg)                                   |
| Häutligen                                             | Berne (Bern)                                          |
| Hedingen                                              | Zurich (Zürich)                                       |
| Hefenhofen                                            | Thurgovie (Thurgau)                                   |
| Heiden                                                | Appenzell-Rhodes-Extérieures (Appenzell Ausserrhoden) |
| Heiligenschwendi                                      | Berne (Bern)                                          |
| Heimberg                                              | Berne (Bern)                                          |
| Heimenhausen                                          | Berne (Bern)                                          |
| Heimiswil                                             | Berne (Bern)                                          |
| Hellikon                                              | Argovie (Aargau)                                      |
| Hellsau                                               | Berne (Bern)                                          |
| Hemberg                                               | Saint-Gall (Sankt Gallen)                             |
| Hemishofen                                            | Schaffhouse (Schaffhausen)                            |
| Hemmiken                                              | Bâle-Campagne (Basel-Landschaft)                      |
| Hendschiken                                           | Argovie (Aargau)                                      |
| Henggart                                              | Zurich (Zürich)                                       |
| Henniez                                               | Vaud                                                  |
| Herbetswil                                            | Soleure (Solothurn)                                   |
| Herbligen                                             | Berne (Bern)                                          |
| Herdern                                               | Thurgovie (Thurgau)                                   |
| Hérémence                                             | Valais (Wallis)                                       |
| Hergiswil                                             | Nidwald (Nidwalden)                                   |
| Hergiswil bei Willisau                                | Lucerne (Luzern)                                      |
| Hérisau (Herisau)                                     | Appenzell-Rhodes-Extérieures (Appenzell Ausserrhoden) |
| Hermance                                              | Genève                                                |
| Hermenches                                            | Vaud                                                  |
| Hermrigen                                             | Berne (Bern)                                          |
| Herrliberg                                            | Zurich (Zürich)                                       |
| Hersberg                                              | Bâle-Campagne (Basel-Landschaft)                      |
| Herznach                                              | Argovie (Aargau)                                      |
| Herzogenbuchsee                                       | Berne (Bern)                                          |
| Hettlingen                                            | Zurich (Zürich)                                       |
| Hildisrieden                                          | Lucerne (Luzern)                                      |
| Hilterfingen                                          | Berne (Bern)                                          |
| Himmelried                                            | Soleure (Solothurn)                                   |
| Hindelbank                                            | Berne (Bern)                                          |
| Hinwil                                                | Zurich (Zürich)                                       |
| Hirschthal                                            | Argovie (Aargau)                                      |
| Hittnau                                               | Zurich (Zürich)                                       |
| Hitzkirch                                             | Lucerne (Luzern)                                      |
| Hochdorf                                              | Lucerne (Luzern)                                      |
| Hochfelden                                            | Zurich (Zürich)                                       |
| Höchstetten                                           | Berne (Bern)                                          |
| Hochwald                                              | Soleure (Solothurn)                                   |
| Hofstetten bei Brienz                                 | Berne (Bern)                                          |
| Hofstetten-Flüh                                       | Soleure (Solothurn)                                   |
| Hohenrain                                             | Lucerne (Luzern)                                      |
| Hohentannen                                           | Thurgovie (Thurgau)                                   |
| Holderbank (AG)                                       | Argovie (Aargau)                                      |
| Holderbank (SO)                                       | Soleure (Solothurn)                                   |
| Hölstein                                              | Bâle-Campagne (Basel-Landschaft)                      |
| Holziken                                              | Argovie (Aargau)                                      |
| Homberg                                               | Berne (Bern)                                          |
| Hombrechtikon                                         | Zurich (Zürich)                                       |
| Homburg                                               | Thurgovie (Thurgau)                                   |
| Honau                                                 | Lucerne (Luzern)                                      |
| Horgen                                                | Zurich (Zürich)                                       |
| Höri                                                  | Zurich (Zürich)                                       |
| Horn                                                  | Thurgovie (Thurgau)                                   |
| Horrenbach-Buchen                                     | Berne (Bern)                                          |
| Horriwil                                              | Soleure (Solothurn)                                   |
| Horw                                                  | Lucerne (Luzern)                                      |
| Hospental                                             | Uri                                                   |
| Hubersdorf                                            | Soleure (Solothurn)                                   |
| Humlikon                                              | Zurich (Zürich)                                       |
| Hundwil                                               | Appenzell-Rhodes-Extérieures (Appenzell Ausserrhoden) |
| Hünenberg                                             | Zoug (Zug)                                            |
| Hüniken                                               | Soleure (Solothurn)                                   |
| Hüntwangen                                            | Zurich (Zürich)                                       |
| Hunzenschwil                                          | Argovie (Aargau)                                      |
| Hüttikon                                              | Zurich (Zürich)                                       |
| Hüttlingen                                            | Thurgovie (Thurgau)                                   |
| Huttwil                                               | Berne (Bern)                                          |
| Hüttwilen                                             | Thurgovie (Thurgau)                                   |
| Icogne                                                | Valais (Wallis)                                       |
| Iffwil                                                | Berne (Bern)                                          |
| Ilanz/Glion                                           | Grisons (Graubünden/Grigioni/Grischun)                |
| Illgau                                                | Schwytz (Schwyz)                                      |
| Illnau-Effretikon                                     | Zurich (Zürich)                                       |
| Ingenbohl                                             | Schwytz (Schwyz)                                      |
| Inkwil                                                | Berne (Bern)                                          |
| Inden                                                 | Valais (Wallis)                                       |
| Innerthal                                             | Schwytz (Schwyz)                                      |
| Innertkirchen                                         | Berne (Bern)                                          |
| Interlaken                                            | Berne (Bern)                                          |
| Inwil                                                 | Lucerne (Luzern)                                      |
| Ipsach                                                | Berne (Bern)                                          |
| Irtiémont (Liesberg)                                  | Bâle-Campagne (Basel-Landschaft)                      |
| Iseltwald                                             | Berne (Bern)                                          |
| Isenthal                                              | Uri                                                   |
| Isérables                                             | Valais (Wallis)                                       |
| Islisberg                                             | Argovie (Aargau)                                      |
| Isone                                                 | Tessin (Ticino)                                       |
| Itingen                                               | Bâle-Campagne (Basel-Landschaft)                      |
| Ittigen                                               | Berne (Bern)                                          |
| Jaberg                                                | Berne (Bern)                                          |
| Jegenstorf                                            | Berne (Bern)                                          |
| Jenaz                                                 | Grisons (Graubünden/Grigioni/Grischun)                |
| Jenins                                                | Grisons (Graubünden/Grigioni/Grischun)                |
| Jens                                                  | Berne (Bern)                                          |
| Jonen                                                 | Argovie (Aargau)                                      |
| Jongny                                                | Vaud                                                  |
| Jonschwil                                             | Saint-Gall (Sankt Gallen)                             |
| Jorat-Menthue                                         | Vaud                                                  |
| Jorat-Mézières                                        | Vaud                                                  |
| Jouxtens-Mézery                                       | Vaud                                                  |
| Juriens                                               | Vaud                                                  |
| Jussy                                                 | Genève                                                |
| Kaiseraugst                                           | Argovie (Aargau)                                      |
| Kaisten                                               | Argovie (Aargau)                                      |
| Kallern                                               | Argovie (Aargau)                                      |
| Kaltbrunn                                             | Saint-Gall (Sankt Gallen)                             |
| Kammersrohr                                           | Soleure (Solothurn)                                   |
| Kandergrund                                           | Berne (Bern)                                          |
| Kandersteg                                            | Berne (Bern)                                          |
| Känerkinden                                           | Bâle-Campagne (Basel-Landschaft)                      |
| Kappel                                                | Soleure (Solothurn)                                   |
| Kappel am Albis                                       | Zurich (Zürich)                                       |
| Kaufdorf                                              | Berne (Bern)                                          |
| Kehrsatz                                              | Berne (Bern)                                          |
| Kemmental                                             | Thurgovie (Thurgau)                                   |
| Kernenried                                            | Berne (Bern)                                          |
| Kerns                                                 | Obwald (Obwalden)                                     |
| Kesswil                                               | Thurgovie (Thurgau)                                   |
| Kestenholz                                            | Soleure (Solothurn)                                   |
| Kienberg                                              | Soleure (Solothurn)                                   |
| Kiesen                                                | Berne (Bern)                                          |
| Kilchberg (BL)                                        | Bâle-Campagne (Basel-Landschaft)                      |
| Kilchberg (ZH)                                        | Zurich (Zürich)                                       |
| Killwangen                                            | Argovie (Aargau)                                      |
| Kippel                                                | Valais (Wallis)                                       |
| Kirchberg (BE)                                        | Berne (Bern)                                          |
| Kirchberg (SG)                                        | Saint-Gall (Sankt Gallen)                             |
| Kirchdorf                                             | Berne (Bern)                                          |
| Kirchleerau                                           | Argovie (Aargau)                                      |
| Kirchlindach                                          | Berne (Bern)                                          |
| Kleinandelfingen                                      | Zurich (Zürich)                                       |
| Klingnau                                              | Argovie (Aargau)                                      |
| Klosters                                              | Grisons (Graubünden/Grigioni/Grischun)                |
| Kloten                                                | Zurich (Zürich)                                       |
| Knonau                                                | Zurich (Zürich)                                       |
| Knutwil                                               | Lucerne (Luzern)                                      |
| Koblenz                                               | Argovie (Aargau)                                      |
| Kölliken                                              | Argovie (Aargau)                                      |
| Köniz                                                 | Berne (Bern)                                          |
| Konolfingen                                           | Berne (Bern)                                          |
| Koppigen                                              | Berne (Bern)                                          |
| Kradolf-Schönenberg                                   | Thurgovie (Thurgau)                                   |
| Krattigen                                             | Berne (Bern)                                          |
| Krauchthal                                            | Berne (Bern)                                          |
| Kreuzlingen                                           | Thurgovie (Thurgau)                                   |
| Kriechenwil                                           | Berne (Bern)                                          |
| Kriegstetten                                          | Soleure (Solothurn)                                   |
| Kriens                                                | Lucerne (Luzern)                                      |
| Küblis                                                | Grisons (Graubünden/Grigioni/Grischun)                |
| Künten                                                | Argovie (Aargau)                                      |
| Küsnacht                                              | Zurich (Zürich)                                       |
| Küssnacht                                             | Schwytz (Schwyz)                                      |
| Küttigen                                              | Argovie (Aargau)                                      |
| L'Abbaye                                              | Vaud                                                  |
| L'Abergement                                          | Vaud                                                  |
| L'Isle                                                | Vaud                                                  |
| La Baroche                                            | Jura                                                  |
| La Bourg (Burg im Leimental)                          | Bâle-Campagne (Basel-Landschaft)                      |
| La Brévine                                            | Neuchâtel                                             |
| La Brillaz                                            | Fribourg (Freiburg)                                   |
| La Chaux                                              | Vaud                                                  |
| La Chaux-de-Fonds                                     | Neuchâtel                                             |
| La Chaux-des-Breuleux                                 | Jura                                                  |
| La Chaux-du-Milieu                                    | Neuchâtel                                             |
| La Côte-aux-Fées                                      | Neuchâtel                                             |
| La Ferrière                                           | Berne (Bern)                                          |
| La Grande Béroche                                     | Neuchâtel                                             |
| La Neuveville                                         | Berne (Bern)                                          |
| La Praz                                               | Vaud                                                  |
| La Punt Chamues-ch                                    | Grisons (Graubünden/Grigioni/Grischun)                |
| La Rippe                                              | Vaud                                                  |
| La Roche                                              | Fribourg (Freiburg)                                   |
| La Sagne                                              | Neuchâtel                                             |
| La Sarraz                                             | Vaud                                                  |
| La Scheulte                                           | Berne (Bern)                                          |
| La Sonnaz                                             | Fribourg (Freiburg)                                   |
| La Tène                                               | Neuchâtel                                             |
| La Tour-de-Peilz                                      | Vaud                                                  |
| La Verrerie                                           | Fribourg (Freiburg)                                   |
| Laax                                                  | Grisons (Graubünden/Grigioni/Grischun)                |
| Lachen                                                | Schwytz (Schwyz)                                      |
| Laconnex                                              | Genève                                                |
| Lajoux                                                | Jura                                                  |
| Lalden                                                | Valais (Wallis)                                       |
| Lamone                                                | Tessin (Ticino)                                       |
| Lampenberg                                            | Bâle-Campagne (Basel-Landschaft)                      |
| Lancy                                                 | Genève                                                |
| Landiswil                                             | Berne (Bern)                                          |
| Landquart                                             | Grisons (Graubünden/Grigioni/Grischun)                |
| Langenbruck                                           | Bâle-Campagne (Basel-Landschaft)                      |
| Langendorf                                            | Soleure (Solothurn)                                   |
| Langenthal                                            | Berne (Bern)                                          |
| Langnau am Albis                                      | Zurich (Zürich)                                       |
| Langnau im Emmental                                   | Berne (Bern)                                          |
| Langrickenbach                                        | Thurgovie (Thurgau)                                   |
| Lantsch/Lenz                                          | Grisons (Graubünden/Grigioni/Grischun)                |
| Lauenen                                               | Berne (Bern)                                          |
| Lauerz                                                | Schwytz (Schwyz)                                      |
| Läufelfingen                                          | Bâle-Campagne (Basel-Landschaft)                      |
| Laufen (Laufon)                                       | Bâle-Campagne (Basel-Landschaft)                      |
| Laufen-Uhwiesen                                       | Zurich (Zürich)                                       |
| Laufenburg                                            | Argovie (Aargau)                                      |
| Laupersdorf                                           | Soleure (Solothurn)                                   |
| Lauperswil                                            | Berne (Bern)                                          |
| Lausanne                                              | Vaud                                                  |
| Lausen                                                | Bâle-Campagne (Basel-Landschaft)                      |
| Lauterbrunnen                                         | Berne (Bern)                                          |
| Lauwil                                                | Bâle-Campagne (Basel-Landschaft)                      |
| Lavertezzo                                            | Tessin (Ticino)                                       |
| Lavey-Morcles                                         | Vaud                                                  |
| Lavigny                                               | Vaud                                                  |
| Lavizzara                                             | Tessin (Ticino)                                       |
| Lax                                                   | Valais (Wallis)                                       |
| Le Bémont                                             | Jura                                                  |
| Le Cerneux-Péquignot                                  | Neuchâtel                                             |
| Le Châtelard                                          | Fribourg (Freiburg)                                   |
| Le Chenit                                             | Vaud                                                  |
| Le Flon                                               | Fribourg (Freiburg)                                   |
| Le Grand-Saconnex                                     | Genève                                                |
| Le Landeron                                           | Neuchâtel                                             |
| Le Lieu                                               | Vaud                                                  |
| Le Locle                                              | Neuchâtel                                             |
| Le Mont-sur-Lausanne                                  | Vaud                                                  |
| Le Mouret                                             | Fribourg (Freiburg)                                   |
| Le Noirmont                                           | Jura                                                  |
| Le Pâquier                                            | Fribourg (Freiburg)                                   |
| Le Vaud                                               | Vaud                                                  |
| Leibstadt                                             | Argovie (Aargau)                                      |
| Leimbach                                              | Argovie (Aargau)                                      |
| Leissigen                                             | Berne (Bern)                                          |
| Lengnau (AG)                                          | Argovie (Aargau)                                      |
| Lengwil                                               | Thurgovie (Thurgau)                                   |
| Lenk im Simmental                                     | Berne (Bern)                                          |
| Lens                                                  | Valais (Wallis)                                       |
| Lenzbourg (Lenzburg)                                  | Argovie (Aargau)                                      |
| Les Baumettes (Ferenbalm)                             | Berne (Bern)                                          |
| Les Bois                                              | Jura                                                  |
| Les Breuleux                                          | Jura                                                  |
| Les Clées                                             | Vaud                                                  |
| Les Enfers                                            | Jura                                                  |
| Les Genevez                                           | Jura                                                  |
| Les Montets                                           | Fribourg (Freiburg)                                   |
| Les Planchettes                                       | Neuchâtel                                             |
| Les Ponts-de-Martel                                   | Neuchâtel                                             |
| Les Verrières                                         | Neuchâtel                                             |
| Leuggern                                              | Argovie (Aargau)                                      |
| Leutwil                                               | Argovie (Aargau)                                      |
| Leuzigen                                              | Berne (Bern)                                          |
| Leysin                                                | Vaud                                                  |
| Leytron                                               | Valais (Wallis)                                       |
| Lichtensteig                                          | Saint-Gall (Sankt Gallen)                             |
| Liddes                                                | Valais (Wallis)                                       |
| Liedertswil                                           | Bâle-Campagne (Basel-Landschaft)                      |
| Liestal                                               | Bâle-Campagne (Basel-Landschaft)                      |
| Lignerolle                                            | Vaud                                                  |
| Lignières                                             | Neuchâtel                                             |
| Lindau                                                | Zurich (Zürich)                                       |
| Linden                                                | Berne (Bern)                                          |
| Linescio                                              | Tessin (Ticino)                                       |
| Locras (Lüscherz)                                     | Berne (Bern)                                          |
| Loèche (Leuk)                                         | Valais (Wallis)                                       |
| Loèche-les-Bains (Leukerbad)                          | Valais (Wallis)                                       |
| Lohn                                                  | Schaffhouse (Schaffhausen)                            |
| Lohn-Ammannsegg                                       | Soleure (Solothurn)                                   |
| Löhningen                                             | Schaffhouse (Schaffhausen)                            |
| Lommis                                                | Thurgovie (Thurgau)                                   |
| Lommiswil                                             | Soleure (Solothurn)                                   |
| Lonay                                                 | Vaud                                                  |
| Longeau (Lengnau (BE))                                | Berne (Bern)                                          |
| Longirod                                              | Vaud                                                  |
| Losone                                                | Tessin (Ticino)                                       |
| Lostallo                                              | Grisons (Graubünden/Grigioni/Grischun)                |
| Lostorf                                               | Soleure (Solothurn)                                   |
| Lotzwil                                               | Berne (Bern)                                          |
| Louffingue (Lufingen)                                 | Zurich (Zürich)                                       |
| Lovatens                                              | Vaud                                                  |
| Loveresse                                             | Berne (Bern)                                          |
| Loyes (Laupen)                                        | Berne (Bern)                                          |
| Lucarne (Locarno)                                     | Tessin (Ticino)                                       |
| Lucens                                                | Vaud                                                  |
| Lucerne (Luzern)                                      | Lucerne (Luzern)                                      |
| Lugano                                                | Tessin (Ticino)                                       |
| Lugnez                                                | Jura                                                  |
| Luins                                                 | Vaud                                                  |
| Lully (FR)                                            | Fribourg (Freiburg)                                   |
| Lully (VD)                                            | Vaud                                                  |
| Lumino                                                | Tessin (Ticino)                                       |
| Lumnezia                                              | Grisons (Graubünden/Grigioni/Grischun)                |
| Lungern                                               | Obwald (Obwalden)                                     |
| Lupfig                                                | Argovie (Aargau)                                      |
| Lupsingen                                             | Bâle-Campagne (Basel-Landschaft)                      |
| Lussery-Villars                                       | Vaud                                                  |
| Lüsslingen-Nennigkofen                                | Soleure (Solothurn)                                   |
| Lussy-sur-Morges                                      | Vaud                                                  |
| Lüterkofen-Ichertswil                                 | Soleure (Solothurn)                                   |
| Lüterswil-Gächliwil                                   | Soleure (Solothurn)                                   |
| Luterbach                                             | Soleure (Solothurn)                                   |
| Luthern                                               | Lucerne (Luzern)                                      |
| Lütisburg                                             | Saint-Gall (Sankt Gallen)                             |
| Lutry                                                 | Vaud                                                  |
| Lütschental                                           | Berne (Bern)                                          |
| Lützelflüh                                            | Berne (Bern)                                          |
| Lutzenberg                                            | Appenzell-Rhodes-Extérieures (Appenzell Ausserrhoden) |
| Luzein                                                | Grisons (Graubünden/Grigioni/Grischun)                |
| Lyss                                                  | Berne (Bern)                                          |
| Lyssach                                               | Berne (Bern)                                          |
| Madiswil                                              | Berne (Bern)                                          |
| Madulain                                              | Grisons (Graubünden/Grigioni/Grischun)                |
| Magden                                                | Argovie (Aargau)                                      |
| Mägenwil                                              | Argovie (Aargau)                                      |
| Maggia                                                | Tessin (Ticino)                                       |
| Magliaso                                              | Tessin (Ticino)                                       |
| Maienfeld                                             | Grisons (Graubünden/Grigioni/Grischun)                |
| Maisprach                                             | Bâle-Campagne (Basel-Landschaft)                      |
| Malans                                                | Grisons (Graubünden/Grigioni/Grischun)                |
| Malters                                               | Lucerne (Luzern)                                      |
| Mammern                                               | Thurgovie (Thurgau)                                   |
| Mandach                                               | Argovie (Aargau)                                      |
| Männedorf                                             | Zurich (Zürich)                                       |
| Manno                                                 | Tessin (Ticino)                                       |
| Maracon                                               | Vaud                                                  |
| Marbach (LU)                                          | Lucerne (Luzern)                                      |
| Marbach (SG)                                          | Saint-Gall (Sankt Gallen)                             |
| Marchissy                                             | Vaud                                                  |
| Marly                                                 | Fribourg (Freiburg)                                   |
| Maroggia                                              | Tessin (Ticino)                                       |
| Marsens                                               | Fribourg (Freiburg)                                   |
| Märstetten                                            | Thurgovie (Thurgau)                                   |
| Marthalen                                             | Zurich (Zürich)                                       |
| Martigny                                              | Valais (Wallis)                                       |
| Martigny-Combe                                        | Valais (Wallis)                                       |
| Maschwanden                                           | Zurich (Zürich)                                       |
| Masein                                                | Grisons (Graubünden/Grigioni/Grischun)                |
| Massagno                                              | Tessin (Ticino)                                       |
| Massongex                                             | Valais (Wallis)                                       |
| Massonnens                                            | Fribourg (Freiburg)                                   |
| Mathod                                                | Vaud                                                  |
| Matran                                                | Fribourg (Freiburg)                                   |
| Matten bei Interlaken                                 | Berne (Bern)                                          |
| Mattstetten                                           | Berne (Bern)                                          |
| Matzendorf                                            | Soleure (Solothurn)                                   |
| Matzingen                                             | Thurgovie (Thurgau)                                   |
| Mauborget                                             | Vaud                                                  |
| Mauensee                                              | Lucerne (Luzern)                                      |
| Maur                                                  | Zurich (Zürich)                                       |
| Mauraz                                                | Vaud                                                  |
| Medel/Lucmagn                                         | Grisons (Graubünden/Grigioni/Grischun)                |
| Meggen                                                | Lucerne (Luzern)                                      |
| Meienried                                             | Berne (Bern)                                          |
| Meierskappel                                          | Lucerne (Luzern)                                      |
| Meikirch                                              | Berne (Bern)                                          |
| Meilen                                                | Zurich (Zürich)                                       |
| Meinier                                               | Genève                                                |
| Meiringen                                             | Berne (Bern)                                          |
| Meisterschwanden                                      | Argovie (Aargau)                                      |
| Melano                                                | Tessin (Ticino)                                       |
| Melchnau                                              | Berne (Bern)                                          |
| Melide                                                | Tessin (Ticino)                                       |
| Mellikon                                              | Argovie (Aargau)                                      |
| Mellingen                                             | Argovie (Aargau)                                      |
| Mels                                                  | Saint-Gall (Sankt Gallen)                             |
| Meltingen                                             | Soleure (Solothurn)                                   |
| Mendrisio                                             | Tessin (Ticino)                                       |
| Ménières                                              | Fribourg (Freiburg)                                   |
| Menzingen                                             | Zoug (Zug)                                            |
| Menziken                                              | Argovie (Aargau)                                      |
| Menznau                                               | Lucerne (Luzern)                                      |
| Merenschwand                                          | Argovie (Aargau)                                      |
| Mergoscia                                             | Tessin (Ticino)                                       |
| Merishausen                                           | Schaffhouse (Schaffhausen)                            |
| Mervelier                                             | Jura                                                  |
| Merzligen                                             | Berne (Bern)                                          |
| Mesocco                                               | Grisons (Graubünden/Grigioni/Grischun)                |
| Messen                                                | Soleure (Solothurn)                                   |
| Mettauertal                                           | Argovie (Aargau)                                      |
| Mettembert                                            | Jura                                                  |
| Mettmenstetten                                        | Zurich (Zürich)                                       |
| Metzerlen-Mariastein                                  | Soleure (Solothurn)                                   |
| Mex                                                   | Vaud                                                  |
| Meyriez (Merlach)                                     | Fribourg (Freiburg)                                   |
| Meyrin                                                | Genève                                                |
| Mézières                                              | Fribourg (Freiburg)                                   |
| Mezzovico-Vira                                        | Tessin (Ticino)                                       |
| Mies                                                  | Vaud                                                  |
| Miglieglia                                            | Tessin (Ticino)                                       |
| Milvignes                                             | Neuchâtel                                             |
| Minusio                                               | Tessin (Ticino)                                       |
| Mirchel                                               | Berne (Bern)                                          |
| Misery-Courtion                                       | Fribourg (Freiburg)                                   |
| Missy                                                 | Vaud                                                  |
| Möhlin                                                | Argovie (Aargau)                                      |
| Moiry                                                 | Vaud                                                  |
| Mollens                                               | Vaud                                                  |
| Molondin                                              | Vaud                                                  |
| Mönchaltorf                                           | Zurich (Zürich)                                       |
| Monsmier (Müntschemier)                               | Berne (Bern)                                          |
| Mont-la-Ville                                         | Vaud                                                  |
| Mont-Noble                                            | Valais (Wallis)                                       |
| Mont-sur-Rolle                                        | Vaud                                                  |
| Mont-Tramelan (Bergtramlingen)                        | Berne (Bern)                                          |
| Mont-Vully                                            | Fribourg (Freiburg)                                   |
| Montagny                                              | Fribourg (Freiburg)                                   |
| Montagny-près-Yverdon                                 | Vaud                                                  |
| Montanaire                                            | Vaud                                                  |
| Montcherand                                           | Vaud                                                  |
| Monteceneri                                           | Tessin (Ticino)                                       |
| Montet                                                | Fribourg (Freiburg)                                   |
| Montfaucon                                            | Jura                                                  |
| Mönthal                                               | Argovie (Aargau)                                      |
| Monthey                                               | Valais (Wallis)                                       |
| Montilier (Muntelier)                                 | Fribourg (Freiburg)                                   |
| Montilliez                                            | Vaud                                                  |
| Montmenil (Meinisberg)                                | Berne (Bern)                                          |
| Montpreveyres                                         | Vaud                                                  |
| Montreux                                              | Vaud                                                  |
| Montricher                                            | Vaud                                                  |
| Moosleerau                                            | Argovie (Aargau)                                      |
| Moosseedorf                                           | Berne (Bern)                                          |
| Morat (Murten)                                        | Fribourg (Freiburg)                                   |
| Morbio Inferiore                                      | Tessin (Ticino)                                       |
| Morcote                                               | Tessin (Ticino)                                       |
| Mörel-Filet                                           | Valais (Wallis)                                       |
| Morenges (Mörigen)                                    | Berne (Bern)                                          |
| Morges                                                | Vaud                                                  |
| Möriken-Wildegg                                       | Argovie (Aargau)                                      |
| Morlon                                                | Fribourg (Freiburg)                                   |
| Morrens                                               | Vaud                                                  |
| Morschach                                             | Schwytz (Schwyz)                                      |
| Mörschwil                                             | Saint-Gall (Sankt Gallen)                             |
| Mosnang                                               | Saint-Gall (Sankt Gallen)                             |
| Moudon                                                | Vaud                                                  |
| Moutier                                               | Berne (Bern)                                          |
| Movelier                                              | Jura                                                  |
| Muhen                                                 | Argovie (Aargau)                                      |
| Mühlau                                                | Argovie (Aargau)                                      |
| Mühleberg                                             | Berne (Bern)                                          |
| Müllheim                                              | Thurgovie (Thurgau)                                   |
| Mülligen                                              | Argovie (Aargau)                                      |
| Mümliswil-Ramiswil                                    | Soleure (Solothurn)                                   |
| Mumpf                                                 | Argovie (Aargau)                                      |
| Münchenbuchsee                                        | Berne (Bern)                                          |
| Münchenstein                                          | Bâle-Campagne (Basel-Landschaft)                      |
| Münchwilen                                            | Argovie (Aargau)                                      |
| Münchwilen                                            | Thurgovie (Thurgau)                                   |
| Munisenges (Münsingen)                                | Berne (Bern)                                          |
| Münsterlingen                                         | Thurgovie (Thurgau)                                   |
| Muntogna da Schons                                    | Grisons (Graubünden/Grigioni/Grischun)                |
| Muolen                                                | Saint-Gall (Sankt Gallen)                             |
| Muotathal                                             | Schwytz (Schwyz)                                      |
| Muralto                                               | Tessin (Ticino)                                       |
| Murgenthal                                            | Argovie (Aargau)                                      |
| Muri                                                  | Argovie (Aargau)                                      |
| Muri-Gümlingen                                        | Berne (Bern)                                          |
| Muriaux                                               | Jura                                                  |
| Muttenz                                               | Bâle-Campagne (Basel-Landschaft)                      |
| Mutrux                                                | Vaud                                                  |
| Muzzano                                               | Tessin (Ticino)                                       |
| Naters                                                | Valais (Wallis)                                       |
| Nebikon                                               | Lucerne (Luzern)                                      |
| Neckertal                                             | Saint-Gall (Sankt Gallen)                             |
| Neerach                                               | Zurich (Zürich)                                       |
| Neftenbach                                            | Zurich (Zürich)                                       |
| Neggio                                                | Tessin (Ticino)                                       |
| Nendaz                                                | Valais (Wallis)                                       |
| Nenzlingen                                            | Bâle-Campagne (Basel-Landschaft)                      |
| Nesslau                                               | Saint-Gall (Sankt Gallen)                             |
| Neuchâtel                                             | Neuchâtel                                             |
| Neuendorf                                             | Soleure (Solothurn)                                   |
| Neuenegg                                              | Berne (Bern)                                          |
| Neuenhof                                              | Argovie (Aargau)                                      |
| Neuenkirch                                            | Lucerne (Luzern)                                      |
| Neuhausen am Rheinfall                                | Schaffhouse (Schaffhausen)                            |
| Neuheim                                               | Zoug (Zug)                                            |
| Neunforn                                              | Thurgovie (Thurgau)                                   |
| Neunkirch                                             | Schaffhouse (Schaffhausen)                            |
| Neyruz                                                | Fribourg (Freiburg)                                   |
| Nidau                                                 | Berne (Bern)                                          |
| Niederbipp                                            | Berne (Bern)                                          |
| Niederbuchsiten                                       | Soleure (Solothurn)                                   |
| Niederbüren                                           | Saint-Gall (Sankt Gallen)                             |
| Niederdorf                                            | Bâle-Campagne (Basel-Landschaft)                      |
| Niederglatt                                           | Zurich (Zürich)                                       |
| Niedergösgen                                          | Soleure (Solothurn)                                   |
| Niederhasli                                           | Zurich (Zürich)                                       |
| Niederhelfenschwil                                    | Saint-Gall (Sankt Gallen)                             |
| Niederhünigen                                         | Berne (Bern)                                          |
| Niederlenz                                            | Argovie (Aargau)                                      |
| Niedermuhlern                                         | Berne (Bern)                                          |
| Niederrohrdorf                                        | Argovie (Aargau)                                      |
| Niederönz                                             | Berne (Bern)                                          |
| Niederried bei Interlaken                             | Berne (Bern)                                          |
| Niederweningen                                        | Zurich (Zürich)                                       |
| Niederwil                                             | Argovie (Aargau)                                      |
| Noble-Contrée                                         | Valais (Wallis)                                       |
| Nods                                                  | Berne (Bern)                                          |
| Nottwil                                               | Lucerne (Luzern)                                      |
| Novaggio                                              | Tessin (Ticino)                                       |
| Novalles                                              | Vaud                                                  |
| Novazzano                                             | Tessin (Ticino)                                       |
| Noville                                               | Vaud                                                  |
| Nuglar-Sankt Pantaleon                                | Soleure (Solothurn)                                   |
| Nunningen                                             | Soleure (Solothurn)                                   |
| Nürensdorf                                            | Zurich (Zürich)                                       |
| Nusshof                                               | Bâle-Campagne (Basel-Landschaft)                      |
| Nuvilly                                               | Fribourg (Freiburg)                                   |
| Nyon                                                  | Vaud                                                  |
| Oberägeri                                             | Zoug (Zug)                                            |
| Oberbalm                                              | Berne (Bern)                                          |
| Oberbipp                                              | Berne (Bern)                                          |
| Oberbuchsiten                                         | Soleure (Solothurn)                                   |
| Oberbüren                                             | Saint-Gall (Sankt Gallen)                             |
| Oberburg                                              | Berne (Bern)                                          |
| Oberdiessbach                                         | Berne (Bern)                                          |
| Oberdorf (BL)                                         | Bâle-Campagne (Basel-Landschaft)                      |
| Oberdorf (SO)                                         | Soleure (Solothurn)                                   |
| Oberdorf (NW)                                         | Nidwald (Nidwalden)                                   |
| Oberegg                                               | Appenzell-Rhodes-Intérieures (Appenzell Innerrhoden)  |
| Oberembrach                                           | Zurich (Zürich)                                       |
| Oberengstringen                                       | Zurich (Zürich)                                       |
| Oberentfelden                                         | Argovie (Aargau)                                      |
| Obergerlafingen                                       | Soleure (Solothurn)                                   |
| Oberglatt                                             | Zurich (Zürich)                                       |
| Obergösgen                                            | Soleure (Solothurn)                                   |
| Oberhallau                                            | Schaffhouse (Schaffhausen)                            |
| Oberhelfenschwil                                      | Saint-Gall (Sankt Gallen)                             |
| Oberhof                                               | Argovie (Aargau)                                      |
| Oberhofen am Thunersee                                | Berne (Bern)                                          |
| Oberhünigen                                           | Berne (Bern)                                          |
| Oberiberg                                             | Schwytz (Schwyz)                                      |
| Oberkirch                                             | Lucerne (Luzern)                                      |
| Oberkulm                                              | Argovie (Aargau)                                      |
| Oberlangenegg                                         | Berne (Bern)                                          |
| Oberlunkhofen                                         | Argovie (Aargau)                                      |
| Obermumpf                                             | Argovie (Aargau)                                      |
| Oberried am Brienzersee                               | Berne (Bern)                                          |
| Oberrieden                                            | Zurich (Zürich)                                       |
| Oberriet                                              | Saint-Gall (Sankt Gallen)                             |
| Oberrohrdorf                                          | Argovie (Aargau)                                      |
| Oberrüti                                              | Argovie (Aargau)                                      |
| Obersaxen Mundaun                                     | Grisons (Graubünden/Grigioni/Grischun)                |
| Obersiggenthal                                        | Argovie (Aargau)                                      |
| Oberthal                                              | Berne (Bern)                                          |
| Oberuzwil                                             | Saint-Gall (Sankt Gallen)                             |
| Oberweningen                                          | Zurich (Zürich)                                       |
| Oberwil                                               | Bâle-Campagne (Basel-Landschaft)                      |
| Oberwil bei Büren                                     | Berne (Bern)                                          |
| Oberwil im Simmental                                  | Berne (Bern)                                          |
| Oberwil-Lieli                                         | Argovie (Aargau)                                      |
| Obfelden                                              | Zurich (Zürich)                                       |
| Ochlenberg                                            | Berne (Bern)                                          |
| Oekingen                                              | Soleure (Solothurn)                                   |
| Oensingen                                             | Soleure (Solothurn)                                   |
| Oeschenbach                                           | Berne (Bern)                                          |
| Oeschgen                                              | Argovie (Aargau)                                      |
| Oetwil am See                                         | Zurich (Zürich)                                       |
| Oetwil an der Limmat                                  | Zurich (Zürich)                                       |
| Oftringen                                             | Argovie (Aargau)                                      |
| Ogens                                                 | Vaud                                                  |
| Ollon                                                 | Vaud                                                  |
| Olsberg                                               | Argovie (Aargau)                                      |
| Olte (Olten)                                          | Soleure (Solothurn)                                   |
| Oltingen                                              | Bâle-Campagne (Basel-Landschaft)                      |
| Onex                                                  | Genève                                                |
| Onnens                                                | Vaud                                                  |
| Onsernone                                             | Tessin (Ticino)                                       |
| Opfikon                                               | Zurich (Zürich)                                       |
| Oppens                                                | Vaud                                                  |
| Oppligen                                              | Berne (Bern)                                          |
| Orbe                                                  | Vaud                                                  |
| Orges                                                 | Vaud                                                  |
| Origlio                                               | Tessin (Ticino)                                       |
| Ormalingen                                            | Bâle-Campagne (Basel-Landschaft)                      |
| Ormey (Ulmiz)                                         | Fribourg (Freiburg)                                   |
| Ormont-Dessous                                        | Vaud                                                  |
| Ormont-Dessus                                         | Vaud                                                  |
| Orny                                                  | Vaud                                                  |
| Oron                                                  | Vaud                                                  |
| Orpond (Orpund)                                       | Berne (Bern)                                          |
| Orselina                                              | Tessin (Ticino)                                       |
| Orsières                                              | Valais (Wallis)                                       |
| Orvin                                                 | Berne (Bern)                                          |
| Orzens                                                | Vaud                                                  |
| Ossingen                                              | Zurich (Zürich)                                       |
| Ostermundigen                                         | Berne (Bern)                                          |
| Otelfingue (Otelfingen)                               | Zurich (Zürich)                                       |
| Othmarsingen                                          | Argovie (Aargau)                                      |
| Ottenbach                                             | Zurich (Zürich)                                       |
| Oulens-sous-Échallens                                 | Vaud                                                  |
| Pailly                                                | Vaud                                                  |
| Paradiso                                              | Tessin (Ticino)                                       |
| Paudex                                                | Vaud                                                  |
| Payerne                                               | Vaud                                                  |
| Penthalaz                                             | Vaud                                                  |
| Penthaz                                               | Vaud                                                  |
| Penthéréaz                                            | Vaud                                                  |
| Perles (Pieterlen)                                    | Berne (Bern)                                          |
| Perly-Certoux                                         | Genève                                                |
| Perrefitte                                            | Berne (Bern)                                          |
| Perroy                                                | Vaud                                                  |
| Personico                                             | Tessin (Ticino)                                       |
| Péry-La Heutte                                        | Berne (Bern)                                          |
| Petit-Basens (Kleinbösingen)                          | Fribourg (Freiburg)                                   |
| Petit-Lucelle (Kleinlützel)                           | Soleure (Solothurn)                                   |
| Petit-Val                                             | Berne (Bern)                                          |
| Pfäfers                                               | Saint-Gall (Sankt Gallen)                             |
| Pfäffikon                                             | Zurich (Zürich)                                       |
| Pfaffnau                                              | Lucerne (Luzern)                                      |
| Pfeffingen                                            | Bâle-Campagne (Basel-Landschaft)                      |
| Pfungen                                               | Zurich (Zürich)                                       |
| Pfyn                                                  | Thurgovie (Thurgau)                                   |
| Pierrafortscha                                        | Fribourg (Freiburg)                                   |
| Plan-les-Ouates                                       | Genève                                                |
| Planfayon (Plaffeien)                                 | Fribourg (Freiburg)                                   |
| Plasselb                                              | Fribourg (Freiburg)                                   |
| Plateau de Diesse                                     | Berne (Bern)                                          |
| Pleigne                                               | Jura                                                  |
| Pohlern                                               | Berne (Bern)                                          |
| Poliez-Pittet                                         | Vaud                                                  |
| Pollegio                                              | Tessin (Ticino)                                       |
| Pompaples                                             | Vaud                                                  |
| Pomy                                                  | Vaud                                                  |
| Pont-en-Ogoz                                          | Fribourg (Freiburg)                                   |
| Pont-la-Ville                                         | Fribourg (Freiburg)                                   |
| Ponte Capriasca                                       | Tessin (Ticino)                                       |
| Ponthaux                                              | Fribourg (Freiburg)                                   |
| Pontresina                                            | Grisons (Graubünden/Grigioni/Grischun)                |
| Porrentruy                                            | Jura                                                  |
| Port                                                  | Berne (Bern)                                          |
| Port-Valais                                           | Valais (Wallis)                                       |
| Porza                                                 | Tessin (Ticino)                                       |
| Poschiavo                                             | Grisons (Graubünden/Grigioni/Grischun)                |
| Praborgne (Zermatt)                                   | Valais (Wallis)                                       |
| Prangins                                              | Vaud                                                  |
| Prato                                                 | Tessin (Ticino)                                       |
| Pratteln                                              | Bâle-Campagne (Basel-Landschaft)                      |
| Pregny-Chambésy                                       | Genève                                                |
| Premier                                               | Vaud                                                  |
| Presinge                                              | Genève                                                |
| Préverenges                                           | Vaud                                                  |
| Prévondavaux                                          | Fribourg (Freiburg)                                   |
| Prévonloup                                            | Vaud                                                  |
| Prez                                                  | Fribourg (Freiburg)                                   |
| Prilly                                                | Vaud                                                  |
| Provence                                              | Vaud                                                  |
| Puidoux                                               | Vaud                                                  |
| Pully                                                 | Vaud                                                  |
| Puplinge                                              | Genève                                                |
| Pura                                                  | Tessin (Ticino)                                       |
| Quarten                                               | Saint-Gall (Sankt Gallen)                             |
| Quinto                                                | Tessin (Ticino)                                       |
| Radelfingen                                           | Berne (Bern)                                          |
| Rafz                                                  | Zurich (Zürich)                                       |
| Rain                                                  | Lucerne (Luzern)                                      |
| Ramlinsburg                                           | Bâle-Campagne (Basel-Landschaft)                      |
| Ramsen                                                | Schaffhouse (Schaffhausen)                            |
| Rances                                                | Vaud                                                  |
| Randa                                                 | Valais (Wallis)                                       |
| Raperswilen                                           | Thurgovie (Thurgau)                                   |
| Rapperswil                                            | Berne (Bern)                                          |
| Rapperswil-Jona                                       | Saint-Gall (Sankt Gallen)                             |
| Rarogne (Raron)                                       | Valais (Wallis)                                       |
| Realp                                                 | Uri                                                   |
| Rebévelier (Ruppertswiler)                            | Berne (Bern)                                          |
| Rebstein                                              | Saint-Gall (Sankt Gallen)                             |
| Recherswil                                            | Soleure (Solothurn)                                   |
| Reconvilier                                           | Berne (Bern)                                          |
| Regensberg                                            | Zurich (Zürich)                                       |
| Regensdorf                                            | Zurich (Zürich)                                       |
| Rehetobel                                             | Appenzell-Rhodes-Extérieures (Appenzell Ausserrhoden) |
| Reichenbach im Kandertal                              | Berne (Bern)                                          |
| Reichenburg                                           | Schwytz (Schwyz)                                      |
| Reiden                                                | Lucerne (Luzern)                                      |
| Reigoldswil                                           | Bâle-Campagne (Basel-Landschaft)                      |
| Reinach (AG)                                          | Argovie (Aargau)                                      |
| Reinach (BL)                                          | Bâle-Campagne (Basel-Landschaft)                      |
| Reisiswil                                             | Berne (Bern)                                          |
| Reitnau                                               | Argovie (Aargau)                                      |
| Remaufens                                             | Fribourg (Freiburg)                                   |
| Remetschwil                                           | Argovie (Aargau)                                      |
| Remigen                                               | Argovie (Aargau)                                      |
| Renan                                                 | Berne (Bern)                                          |
| Renens                                                | Vaud                                                  |
| Rennaz                                                | Vaud                                                  |
| Reute                                                 | Appenzell-Rhodes-Extérieures (Appenzell Ausserrhoden) |
| Reutigen                                              | Berne (Bern)                                          |
| Rhäzüns                                               | Grisons (Graubünden/Grigioni/Grischun)                |
| Rheinau                                               | Zurich (Zürich)                                       |
| Rheineck                                              | Saint-Gall (Sankt Gallen)                             |
| Rheinfelden                                           | Argovie (Aargau)                                      |
| Rheinwald                                             | Grisons (Graubünden/Grigioni/Grischun)                |
| Riaz                                                  | Fribourg (Freiburg)                                   |
| Richterswil                                           | Zurich (Zürich)                                       |
| Rickenbach (BL)                                       | Bâle-Campagne (Basel-Landschaft)                      |
| Rickenbach (LU)                                       | Lucerne (Luzern)                                      |
| Rickenbach (SO)                                       | Soleure (Solothurn)                                   |
| Rickenbach (TG)                                       | Thurgovie (Thurgau)                                   |
| Rickenbach (ZH)                                       | Zurich (Zürich)                                       |
| Riddes                                                | Valais (Wallis)                                       |
| Ried-Brig                                             | Valais (Wallis)                                       |
| Riederalp                                             | Valais (Wallis)                                       |
| Riedholz                                              | Soleure (Solothurn)                                   |
| Riehen                                                | Bâle-Ville (Basel-Stadt)                              |
| Riemenstalden                                         | Schwytz (Schwyz)                                      |
| Rifferswil                                            | Zurich (Zürich)                                       |
| Riggisberg                                            | Berne (Bern)                                          |
| Ringgenberg                                           | Berne (Bern)                                          |
| Riniken                                               | Argovie (Aargau)                                      |
| Risch-Rotkreuz                                        | Zoug (Zug)                                            |
| Riva San Vitale                                       | Tessin (Ticino)                                       |
| Rivaz                                                 | Vaud                                                  |
| Riviera                                               | Tessin (Ticino)                                       |
| Roche                                                 | Vaud                                                  |
| Rochefort                                             | Neuchâtel                                             |
| Roches                                                | Berne (Bern)                                          |
| Rodersdorf                                            | Soleure (Solothurn)                                   |
| Roggenbourg (Roggenburg)                              | Bâle-Campagne (Basel-Landschaft)                      |
| Roggliswil                                            | Lucerne (Luzern)                                      |
| Roggwil (BE)                                          | Berne (Bern)                                          |
| Roggwil (TG)                                          | Thurgovie (Thurgau)                                   |
| Rohrbach                                              | Berne (Bern)                                          |
| Rohrbachgraben                                        | Berne (Bern)                                          |
| Rolle                                                 | Vaud                                                  |
| Romainmôtier-Envy                                     | Vaud                                                  |
| Romanel-sur-Lausanne                                  | Vaud                                                  |
| Romanel-sur-Morges                                    | Vaud                                                  |
| Romanshorn                                            | Thurgovie (Thurgau)                                   |
| Römerswil                                             | Lucerne (Luzern)                                      |
| Romont (BE)                                           | Berne (Bern)                                          |
| Romont (FR)                                           | Fribourg (Freiburg)                                   |
| Romoos                                                | Lucerne (Luzern)                                      |
| Ronco sopra Ascona                                    | Tessin (Ticino)                                       |
| Rongellen                                             | Grisons (Graubünden/Grigioni/Grischun)                |
| Root                                                  | Lucerne (Luzern)                                      |
| Ropraz                                                | Vaud                                                  |
| Rorbas                                                | Zurich (Zürich)                                       |
| Rorschach                                             | Saint-Gall (Sankt Gallen)                             |
| Rorschacherberg                                       | Saint-Gall (Sankt Gallen)                             |
| Rœschenez (Röschenz)                                  | Bâle-Campagne (Basel-Landschaft)                      |
| Rossa                                                 | Grisons (Graubünden/Grigioni/Grischun)                |
| Rossemaison                                           | Jura                                                  |
| Rossenges                                             | Vaud                                                  |
| Rossinière                                            | Vaud                                                  |
| Röthenbach im Emmental                                | Berne (Bern)                                          |
| Rothenbrunnen                                         | Grisons (Graubünden/Grigioni/Grischun)                |
| Rothenburg                                            | Lucerne (Luzern)                                      |
| Rothenfluh                                            | Bâle-Campagne (Basel-Landschaft)                      |
| Rothenthurm                                           | Schwytz (Schwyz)                                      |
| Rothrist                                              | Argovie (Aargau)                                      |
| Rottenschwil                                          | Argovie (Aargau)                                      |
| Rougemont                                             | Vaud                                                  |
| Roveredo                                              | Grisons (Graubünden/Grigioni/Grischun)                |
| Rovio                                                 | Tessin (Ticino)                                       |
| Rovray                                                | Vaud                                                  |
| Rubigen                                               | Berne (Bern)                                          |
| Rüderswil                                             | Berne (Bern)                                          |
| Rüdlingen                                             | Schaffhouse (Schaffhausen)                            |
| Rudolfstetten-Friedlisberg                            | Argovie (Aargau)                                      |
| Rüdtligen-Alchenflüh                                  | Berne (Bern)                                          |
| Rue                                                   | Fribourg (Freiburg)                                   |
| Rüeggisberg                                           | Berne (Bern)                                          |
| Rüegsau                                               | Berne (Bern)                                          |
| Rueyres                                               | Vaud                                                  |
| Rüfenach                                              | Argovie (Aargau)                                      |
| Rumendingen                                           | Berne (Bern)                                          |
| Rumisberg                                             | Berne (Bern)                                          |
| Rümlang                                               | Zurich (Zürich)                                       |
| Rümlingen                                             | Bâle-Campagne (Basel-Landschaft)                      |
| Rünenberg                                             | Bâle-Campagne (Basel-Landschaft)                      |
| Rupperswil                                            | Argovie (Aargau)                                      |
| Rüschegg                                              | Berne (Bern)                                          |
| Rüschlikon                                            | Zurich (Zürich)                                       |
| Russikon                                              | Zurich (Zürich)                                       |
| Russin                                                | Genève                                                |
| Ruswil                                                | Lucerne (Luzern)                                      |
| Rüte                                                  | Appenzell-Rhodes-Intérieures (Appenzell Innerrhoden)  |
| Rüthi                                                 | Saint-Gall (Sankt Gallen)                             |
| Rüti                                                  | Zurich (Zürich)                                       |
| Rüti bei Büren                                        | Berne (Bern)                                          |
| Rüti bei Lyssach                                      | Berne (Bern)                                          |
| Rütschelen                                            | Berne (Bern)                                          |
| Rüttenen                                              | Soleure (Solothurn)                                   |
| S-chanf                                               | Grisons (Graubünden/Grigioni/Grischun)                |
| Saas-Almagell                                         | Valais (Wallis)                                       |
| Saas-Balen                                            | Valais (Wallis)                                       |
| Saas-Grund                                            | Valais (Wallis)                                       |
| Sachseln                                              | Obwald (Obwalden)                                     |
| Safenwil                                              | Argovie (Aargau)                                      |
| Safiental                                             | Grisons (Graubünden/Grigioni/Grischun)                |
| Sagogn                                                | Grisons (Graubünden/Grigioni/Grischun)                |
| Saicourt                                              | Berne (Bern)                                          |
| Saignelégier                                          | Jura                                                  |
| Saillon                                               | Valais (Wallis)                                       |
| Saint-Aubin                                           | Fribourg (Freiburg)                                   |
| Saint-Barthélemy                                      | Vaud                                                  |
| Saint-Blaise                                          | Neuchâtel                                             |
| Saint-Brais                                           | Jura                                                  |
| Saint-Cergue                                          | Vaud                                                  |
| Saint-Étienne (Sankt Stephan)                         | Berne (Bern)                                          |
| Saint-Gall (Sankt Gallen)                             | Saint-Gall (Sankt Gallen)                             |
| Saint-George                                          | Vaud                                                  |
| Saint-Gingolph                                        | Valais (Wallis)                                       |
| Saint-Imier                                           | Berne (Bern)                                          |
| Saint-Léonard                                         | Valais (Wallis)                                       |
| Saint-Livres                                          | Vaud                                                  |
| Saint-Martin (FR)                                     | Fribourg (Freiburg)                                   |
| Saint-Martin (VS)                                     | Valais (Wallis)                                       |
| Saint-Maurice                                         | Valais (Wallis)                                       |
| Saint-Moritz (Sankt Moritz/San Maurizio/San Murezzan) | Grisons (Graubünden/Grigioni/Grischun)                |
| Saint-Nicolas (Sankt Niklaus)                         | Valais (Wallis)                                       |
| Saint-Ours (Sankt Ursen)                              | Fribourg (Freiburg)                                   |
| Saint-Oyens                                           | Vaud                                                  |
| Saint-Prex                                            | Vaud                                                  |
| Saint-Saphorin                                        | Vaud                                                  |
| Saint-Sulpice                                         | Vaud                                                  |
| Saint-Sylvestre (Sankt Silvester)                     | Fribourg (Freiburg)                                   |
| Sainte-Croix                                          | Vaud                                                  |
| Salenstein                                            | Thurgovie (Thurgau)                                   |
| Sâles                                                 | Fribourg (Freiburg)                                   |
| Salmsach                                              | Thurgovie (Thurgau)                                   |
| Salquenen (Salgesch)                                  | Valais (Wallis)                                       |
| Salvan                                                | Valais (Wallis)                                       |
| Samedan                                               | Grisons (Graubünden/Grigioni/Grischun)                |
| Samnaun                                               | Grisons (Graubünden/Grigioni/Grischun)                |
| San Vittore                                           | Grisons (Graubünden/Grigioni/Grischun)                |
| Sankt Margrethen                                      | Saint-Gall (Sankt Gallen)                             |
| Sant'Antonino                                         | Tessin (Ticino)                                       |
| Santa Maria in Calanca                                | Grisons (Graubünden/Grigioni/Grischun)                |
| Sargans                                               | Saint-Gall (Sankt Gallen)                             |
| Sarmenstorf                                           | Argovie (Aargau)                                      |
| Sarnen                                                | Obwald (Obwalden)                                     |
| Satigny                                               | Genève                                                |
| Sattel                                                | Schwytz (Schwyz)                                      |
| Saubraz                                               | Vaud                                                  |
| Sauge                                                 | Berne (Bern)                                          |
| Saulcy (JU)                                           | Jura                                                  |
| Saulcy (SO) (Selzach)                                 | Soleure (Solothurn)                                   |
| Saules                                                | Berne (Bern)                                          |
| Savagnier (Safnern)                                   | Berne (Bern)                                          |
| Savièse                                               | Valais (Wallis)                                       |
| Savigny                                               | Vaud                                                  |
| Savosa                                                | Tessin (Ticino)                                       |
| Saxeten                                               | Berne (Bern)                                          |
| Saxon                                                 | Valais (Wallis)                                       |
| Schaffhouse (Schaffhausen)                            | Schaffhouse (Schaffhausen)                            |
| Schafisheim                                           | Argovie (Aargau)                                      |
| Schangnau                                             | Berne (Bern)                                          |
| Schänis                                               | Saint-Gall (Sankt Gallen)                             |
| Scharans                                              | Grisons (Graubünden/Grigioni/Grischun)                |
| Schattdorf                                            | Uri                                                   |
| Schattenhalb                                          | Berne (Bern)                                          |
| Schenkon                                              | Lucerne (Luzern)                                      |
| Scheuren                                              | Berne (Bern)                                          |
| Schiers                                               | Grisons (Graubünden/Grigioni/Grischun)                |
| Schinznach                                            | Argovie (Aargau)                                      |
| Schlatt (TG)                                          | Thurgovie (Thurgau)                                   |
| Schlatt (ZH)                                          | Zurich (Zürich)                                       |
| Schlatt-Haslen                                        | Appenzell-Rhodes-Intérieures (Appenzell Innerrhoden)  |
| Schleinikon                                           | Zurich (Zürich)                                       |
| Schleitheim                                           | Schaffhouse (Schaffhausen)                            |
| Schlierbach                                           | Lucerne (Luzern)                                      |
| Schlieren                                             | Zurich (Zürich)                                       |
| Schlossrued                                           | Argovie (Aargau)                                      |
| Schluein                                              | Grisons (Graubünden/Grigioni/Grischun)                |
| Schmerikon                                            | Saint-Gall (Sankt Gallen)                             |
| Schmiedrued                                           | Argovie (Aargau)                                      |
| Schmitten (GR)                                        | Grisons (Graubünden/Grigioni/Grischun)                |
| Schneisingen                                          | Argovie (Aargau)                                      |
| Schnottwil                                            | Soleure (Solothurn)                                   |
| Schöfflisdorf                                         | Zurich (Zürich)                                       |
| Schöftland                                            | Argovie (Aargau)                                      |
| Schönenbuch                                           | Bâle-Campagne (Basel-Landschaft)                      |
| Schönengrund                                          | Appenzell-Rhodes-Extérieures (Appenzell Ausserrhoden) |
| Schönenwerd                                           | Soleure (Solothurn)                                   |
| Schongau                                              | Lucerne (Luzern)                                      |
| Schönholzerswilen                                     | Thurgovie (Thurgau)                                   |
| Schötz                                                | Lucerne (Luzern)                                      |
| Schübelbach                                           | Schwytz (Schwyz)                                      |
| Schupfart                                             | Argovie (Aargau)                                      |
| Schüpfen                                              | Berne (Bern)                                          |
| Schüpfheim                                            | Lucerne (Luzern)                                      |
| Schwaderloch                                          | Argovie (Aargau)                                      |
| Schwadernau                                           | Berne (Bern)                                          |
| Schwanden bei Brienz                                  | Berne (Bern)                                          |
| Schwarzenberg                                         | Lucerne (Luzern)                                      |
| Schwarzenburg                                         | Berne (Bern)                                          |
| Schwarzhäusern                                        | Berne (Bern)                                          |
| Schwellbrunn                                          | Appenzell-Rhodes-Extérieures (Appenzell Ausserrhoden) |
| Schwende                                              | Appenzell-Rhodes-Intérieures (Appenzell Innerrhoden)  |
| Schwerzenbach                                         | Zurich (Zürich)                                       |
| Schwytz (Schwyz)                                      | Schwytz (Schwyz)                                      |
| Scuol                                                 | Grisons (Graubünden/Grigioni/Grischun)                |
| Seeberg                                               | Berne (Bern)                                          |
| Seedorf (BE)                                          | Berne (Bern)                                          |
| Seedorf (UR)                                          | Uri                                                   |
| Seegräben                                             | Zurich (Zürich)                                       |
| Seelisberg                                            | Uri                                                   |
| Seengen                                               | Argovie (Aargau)                                      |
| Seewen                                                | Soleure (Solothurn)                                   |
| Seewis im Prättigau                                   | Grisons (Graubünden/Grigioni/Grischun)                |
| Seftigen                                              | Berne (Bern)                                          |
| Seltisberg                                            | Bâle-Campagne (Basel-Landschaft)                      |
| Sembrancher                                           | Valais (Wallis)                                       |
| Sempach                                               | Lucerne (Luzern)                                      |
| Semsales                                              | Fribourg (Freiburg)                                   |
| Senarclens                                            | Vaud                                                  |
| Sennwald                                              | Saint-Gall (Sankt Gallen)                             |
| Seon                                                  | Argovie (Aargau)                                      |
| Sergey                                                | Vaud                                                  |
| Serravalle                                            | Tessin (Ticino)                                       |
| Servion                                               | Vaud                                                  |
| Seuzach                                               | Zurich (Zürich)                                       |
| Sévaz                                                 | Fribourg (Freiburg)                                   |
| Sevelen                                               | Saint-Gall (Sankt Gallen)                             |
| Siblingen                                             | Schaffhouse (Schaffhausen)                            |
| Sierre (Siders)                                       | Valais (Wallis)                                       |
| Siglistorf                                            | Argovie (Aargau)                                      |
| Signau                                                | Berne (Bern)                                          |
| Signy-Avenex                                          | Vaud                                                  |
| Sigriswil                                             | Berne (Bern)                                          |
| Silenen                                               | Uri                                                   |
| Sils im Domleschg                                     | Grisons (Graubünden/Grigioni/Grischun)                |
| Sils im Engadin/Segl                                  | Grisons (Graubünden/Grigioni/Grischun)                |
| Silvaplana                                            | Grisons (Graubünden/Grigioni/Grischun)                |
| Simplon                                               | Valais (Wallis)                                       |
| Sins                                                  | Argovie (Aargau)                                      |
| Sion                                                  | Valais (Wallis)                                       |
| Sirnach                                               | Thurgovie (Thurgau)                                   |
| Sisikon                                               | Uri                                                   |
| Sissach                                               | Bâle-Campagne (Basel-Landschaft)                      |
| Sisseln                                               | Argovie (Aargau)                                      |
| Siviriez                                              | Fribourg (Freiburg)                                   |
| Spreitenbach                                          | Argovie (Aargau)                                      |
| Soazza                                                | Grisons (Graubünden/Grigioni/Grischun)                |
| Soleure (Solothurn)                                   | Soleure (Solothurn)                                   |
| Sommeri                                               | Thurgovie (Thurgau)                                   |
| Sonceboz-Sombeval                                     | Berne (Bern)                                          |
| Sonvilier                                             | Berne (Bern)                                          |
| Soral                                                 | Genève                                                |
| Sorengo                                               | Tessin (Ticino)                                       |
| Sorens                                                | Fribourg (Freiburg)                                   |
| Sorvilier                                             | Berne (Bern)                                          |
| Soubey                                                | Jura                                                  |
| Soyhières                                             | Jura                                                  |
| Speicher                                              | Appenzell-Rhodes-Extérieures (Appenzell Ausserrhoden) |
| Spiez                                                 | Berne (Bern)                                          |
| Spiringen                                             | Uri                                                   |
| Stabio                                                | Tessin (Ticino)                                       |
| Stadel bei Niederglatt                                | Zurich (Zürich)                                       |
| Stäfa                                                 | Zurich (Zürich)                                       |
| Staffelbach                                           | Argovie (Aargau)                                      |
| Stalden                                               | Valais (Wallis)                                       |
| Staldenried                                           | Valais (Wallis)                                       |
| Stallikon                                             | Zurich (Zürich)                                       |
| Stammheim                                             | Zurich (Zürich)                                       |
| Stans                                                 | Nidwald (Nidwalden)                                   |
| Stansstad                                             | Nidwald (Nidwalden)                                   |
| Starrkirch-Wil                                        | Soleure (Solothurn)                                   |
| Staufen                                               | Argovie (Aargau)                                      |
| Steckborn                                             | Thurgovie (Thurgau)                                   |
| Steffisburg                                           | Berne (Bern)                                          |
| Steg-Hohtenn                                          | Valais (Wallis)                                       |
| Stein (AG)                                            | Argovie (Aargau)                                      |
| Stein (AR)                                            | Appenzell-Rhodes-Extérieures (Appenzell Ausserrhoden) |
| Stein am Rhein                                        | Schaffhouse (Schaffhausen)                            |
| Steinach                                              | Saint-Gall (Sankt Gallen)                             |
| Steinen                                               | Schwytz (Schwyz)                                      |
| Steinerberg                                           | Schwytz (Schwyz)                                      |
| Steinhausen                                           | Zoug (Zug)                                            |
| Steinmaur                                             | Zurich (Zürich)                                       |
| Stetten (AG)                                          | Argovie (Aargau)                                      |
| Stetten (ZH)                                          | Schaffhouse (Schaffhausen)                            |
| Stettfurt                                             | Thurgovie (Thurgau)                                   |
| Stettlen                                              | Berne (Bern)                                          |
| Stocken-Höfen                                         | Berne (Bern)                                          |
| Strengelbach                                          | Argovie (Aargau)                                      |
| Studen                                                | Berne (Bern)                                          |
| Stüsslingen                                           | Soleure (Solothurn)                                   |
| Subingen                                              | Soleure (Solothurn)                                   |
| Suchy                                                 | Vaud                                                  |
| Sufers                                                | Grisons (Graubünden/Grigioni/Grischun)                |
| Suhr                                                  | Argovie (Aargau)                                      |
| Sulgen                                                | Thurgovie (Thurgau)                                   |
| Sullens                                               | Vaud                                                  |
| Sumiswald                                             | Berne (Bern)                                          |
| Sumvitg                                               | Grisons (Graubünden/Grigioni/Grischun)                |
| Surpierre                                             | Fribourg (Freiburg)                                   |
| Sursee                                                | Lucerne (Luzern)                                      |
| Surses                                                | Grisons (Graubünden/Grigioni/Grischun)                |
| Suscévaz                                              | Vaud                                                  |
| Sutz-Lattrigen                                        | Berne (Bern)                                          |
| Syens                                                 | Vaud                                                  |
| Tägerig                                               | Argovie (Aargau)                                      |
| Tägerwilen                                            | Thurgovie (Thurgau)                                   |
| Tamins                                                | Grisons (Graubünden/Grigioni/Grischun)                |
| Tannay                                                | Vaud                                                  |
| Tartegnin                                             | Vaud                                                  |
| Täsch                                                 | Valais (Wallis)                                       |
| Tavannes                                              | Berne (Bern)                                          |
| Tavel (Tafers)                                        | Fribourg (Freiburg)                                   |
| Tecknau                                               | Bâle-Campagne (Basel-Landschaft)                      |
| Tegerfelden                                           | Argovie (Aargau)                                      |
| Tenero-Contra                                         | Tessin (Ticino)                                       |
| Tenniken                                              | Bâle-Campagne (Basel-Landschaft)                      |
| Termen                                                | Valais (Wallis)                                       |
| Terre di Pedemonte                                    | Tessin (Ticino)                                       |
| Teufen                                                | Appenzell-Rhodes-Extérieures (Appenzell Ausserrhoden) |
| Teufenthal                                            | Argovie (Aargau)                                      |
| Teuffenthal                                           | Berne (Bern)                                          |
| Tévenon                                               | Vaud                                                  |
| Thal                                                  | Saint-Gall (Sankt Gallen)                             |
| Thalheim                                              | Argovie (Aargau)                                      |
| Thalheim an der Thur                                  | Zurich (Zürich)                                       |
| Thalwil                                               | Zurich (Zürich)                                       |
| Thayngen                                              | Schaffhouse (Schaffhausen)                            |
| Therwil                                               | Bâle-Campagne (Basel-Landschaft)                      |
| Thierachern                                           | Berne (Bern)                                          |
| Thônex                                                | Genève                                                |
| Thörigen                                              | Berne (Bern)                                          |
| Thoune (Thun)                                         | Berne (Bern)                                          |
| Thundorf                                              | Thurgovie (Thurgau)                                   |
| Thunstetten                                           | Berne (Bern)                                          |
| Thurnen                                               | Berne (Bern)                                          |
| Thürnen                                               | Bâle-Campagne (Basel-Landschaft)                      |
| Thusis                                                | Grisons (Graubünden/Grigioni/Grischun)                |
| Tinterin (Tentlingen)                                 | Fribourg (Freiburg)                                   |
| Titterten                                             | Bâle-Campagne (Basel-Landschaft)                      |
| Tobel-Tägerschen                                      | Thurgovie (Thurgau)                                   |
| Toffen                                                | Berne (Bern)                                          |
| Tolochenaz                                            | Vaud                                                  |
| Törbel                                                | Valais (Wallis)                                       |
| Torny                                                 | Fribourg (Freiburg)                                   |
| Torricella-Taverne                                    | Tessin (Ticino)                                       |
| Tourtemagne–Emèse-le-Bas (Turtmann-Unterems)          | Valais (Wallis)                                       |
| Trachselwald                                          | Berne (Bern)                                          |
| Tramelan                                              | Berne (Bern)                                          |
| Trasadingen                                           | Schaffhouse (Schaffhausen)                            |
| Treiteron (Treiten)                                   | Berne (Bern)                                          |
| Trélex                                                | Vaud                                                  |
| Tresa                                                 | Tessin (Ticino)                                       |
| Trey                                                  | Vaud                                                  |
| Treycovagnes                                          | Vaud                                                  |
| Treytorrens                                           | Vaud                                                  |
| Treyvaux                                              | Fribourg (Freiburg)                                   |
| Triengen                                              | Lucerne (Luzern)                                      |
| Trient                                                | Valais (Wallis)                                       |
| Trimbach                                              | Soleure (Solothurn)                                   |
| Trimmis                                               | Grisons (Graubünden/Grigioni/Grischun)                |
| Trin                                                  | Grisons (Graubünden/Grigioni/Grischun)                |
| Trogen                                                | Appenzell-Rhodes-Extérieures (Appenzell Ausserrhoden) |
| Troinex                                               | Genève                                                |
| Troistorrents                                         | Valais (Wallis)                                       |
| Trub                                                  | Berne (Bern)                                          |
| Trubschachen                                          | Berne (Bern)                                          |
| Trüllikon                                             | Zurich (Zürich)                                       |
| Trun                                                  | Grisons (Graubünden/Grigioni/Grischun)                |
| Truttikon                                             | Zurich (Zürich)                                       |
| Tschappina                                            | Grisons (Graubünden/Grigioni/Grischun)                |
| Tschiertschen-Praden                                  | Grisons (Graubünden/Grigioni/Grischun)                |
| Tschugg                                               | Berne (Bern)                                          |
| Tübach                                                | Saint-Gall (Sankt Gallen)                             |
| Tuggen                                                | Schwytz (Schwyz)                                      |
| Tujetsch                                              | Grisons (Graubünden/Grigioni/Grischun)                |
| Turbenthal                                            | Zurich (Zürich)                                       |
| Turgi                                                 | Argovie (Aargau)                                      |
| Udligenswil                                           | Lucerne (Luzern)                                      |
| Ueberstorf                                            | Fribourg (Freiburg)                                   |
| Uebeschi                                              | Berne (Bern)                                          |
| Ueken                                                 | Argovie (Aargau)                                      |
| Uerkheim                                              | Argovie (Aargau)                                      |
| Uesslingen-Buch                                       | Thurgovie (Thurgau)                                   |
| Uetendorf                                             | Berne (Bern)                                          |
| Uetikon am See                                        | Zurich (Zürich)                                       |
| Uezwil                                                | Argovie (Aargau)                                      |
| Ufhusen                                               | Lucerne (Luzern)                                      |
| Uitikon                                               | Zurich (Zürich)                                       |
| Unterägeri                                            | Zoug (Zug)                                            |
| Unterbäch                                             | Valais (Wallis)                                       |
| Untereggen                                            | Saint-Gall (Sankt Gallen)                             |
| Unterengstringen                                      | Zurich (Zürich)                                       |
| Unterentfelden                                        | Argovie (Aargau)                                      |
| Unteriberg                                            | Schwytz (Schwyz)                                      |
| Unterkulm                                             | Argovie (Aargau)                                      |
| Unterlangenegg                                        | Berne (Bern)                                          |
| Unterlunkhofen                                        | Argovie (Aargau)                                      |
| Unterramsern                                          | Soleure (Solothurn)                                   |
| Unterschächen                                         | Uri                                                   |
| Untersiggenthal                                       | Argovie (Aargau)                                      |
| Unterseen                                             | Berne (Bern)                                          |
| Untervaz                                              | Grisons (Graubünden/Grigioni/Grischun)                |
| Urdorf                                                | Zurich (Zürich)                                       |
| Urmein                                                | Grisons (Graubünden/Grigioni/Grischun)                |
| Urnäsch                                               | Appenzell-Rhodes-Extérieures (Appenzell Ausserrhoden) |
| Ursenbach                                             | Berne (Bern)                                          |
| Ursins                                                | Vaud                                                  |
| Ursy                                                  | Fribourg (Freiburg)                                   |
| Urtenen-Schönbühl                                     | Berne (Bern)                                          |
| Uster                                                 | Zurich (Zürich)                                       |
| Uttigen                                               | Berne (Bern)                                          |
| Uttwil                                                | Thurgovie (Thurgau)                                   |
| Utzenstorf                                            | Berne (Bern)                                          |
| Uznach                                                | Saint-Gall (Sankt Gallen)                             |
| Uzwil                                                 | Saint-Gall (Sankt Gallen)                             |
| Vacallo                                               | Tessin (Ticino)                                       |
| Val Müstair                                           | Grisons (Graubünden/Grigioni/Grischun)                |
| Val Terbi                                             | Jura                                                  |
| Val-d'Illiez                                          | Valais (Wallis)                                       |
| Val de Bagnes                                         | Valais (Wallis)                                       |
| Val-de-Charmey                                        | Fribourg (Freiburg)                                   |
| Val-de-Ruz                                            | Neuchâtel                                             |
| Val-de-Travers                                        | Neuchâtel                                             |
| Valbirse                                              | Berne (Bern)                                          |
| Valbroye                                              | Vaud                                                  |
| Valeyres-sous-Montagny                                | Vaud                                                  |
| Valeyres-sous-Rances                                  | Vaud                                                  |
| Valeyres-sous-Ursins                                  | Vaud                                                  |
| Vallon                                                | Fribourg (Freiburg)                                   |
| Vallorbe                                              | Vaud                                                  |
| Vals                                                  | Grisons (Graubünden/Grigioni/Grischun)                |
| Valsot                                                | Grisons (Graubünden/Grigioni/Grischun)                |
| Vandœuvres                                            | Genève                                                |
| Varonne (Varen)                                       | Valais (Wallis)                                       |
| Vaulion                                               | Vaud                                                  |
| Vaulruz                                               | Fribourg (Freiburg)                                   |
| Vaux-sur-Morges                                       | Vaud                                                  |
| Vaz/Obervaz                                           | Grisons (Graubünden/Grigioni/Grischun)                |
| Vechigen                                              | Berne (Bern)                                          |
| Vendlincourt                                          | Jura                                                  |
| Veltheim                                              | Argovie (Aargau)                                      |
| Vernate                                               | Tessin (Ticino)                                       |
| Vernayaz                                              | Valais (Wallis)                                       |
| Vernier                                               | Genève                                                |
| Vérossaz                                              | Valais (Wallis)                                       |
| Versoix                                               | Genève                                                |
| Verzasca                                              | Tessin (Ticino)                                       |
| Vétroz                                                | Valais (Wallis)                                       |
| Vevey                                                 | Vaud                                                  |
| Vex                                                   | Valais (Wallis)                                       |
| Veyrier                                               | Genève                                                |
| Veysonnaz                                             | Valais (Wallis)                                       |
| Veytaux                                               | Vaud                                                  |
| Vezia                                                 | Tessin (Ticino)                                       |
| Vich                                                  | Vaud                                                  |
| Vico Morcote                                          | Tessin (Ticino)                                       |
| Viège (Visp)                                          | Valais (Wallis)                                       |
| Villars-Épeney                                        | Vaud                                                  |
| Villars-le-Comte                                      | Vaud                                                  |
| Villars-le-Terroir                                    | Vaud                                                  |
| Villars-les-Moines (Münchenwiler)                     | Berne (Bern)                                          |
| Villars-Sainte-Croix                                  | Vaud                                                  |
| Villars-sous-Yens                                     | Vaud                                                  |
| Villars-sur-Glâne                                     | Fribourg (Freiburg)                                   |
| Villarsel-sur-Marly                                   | Fribourg (Freiburg)                                   |
| Villarzel                                             | Vaud                                                  |
| Villaz                                                | Fribourg (Freiburg)                                   |
| Villeneuve                                            | Vaud                                                  |
| Villeret                                              | Berne (Bern)                                          |
| Villigen                                              | Argovie (Aargau)                                      |
| Villmergen                                            | Argovie (Aargau)                                      |
| Villnachern                                           | Argovie (Aargau)                                      |
| Villorsonnens                                         | Fribourg (Freiburg)                                   |
| Vilters-Wangs                                         | Saint-Gall (Sankt Gallen)                             |
| Vinzel                                                | Vaud                                                  |
| Vionnaz                                               | Valais (Wallis)                                       |
| Visperterminen                                        | Valais (Wallis)                                       |
| Vitznau                                               | Lucerne (Luzern)                                      |
| Volken                                                | Zurich (Zürich)                                       |
| Volketswil                                            | Zurich (Zürich)                                       |
| Vordemwald                                            | Argovie (Aargau)                                      |
| Vorderthal                                            | Schwytz (Schwyz)                                      |
| Vouvry                                                | Valais (Wallis)                                       |
| Vuadens                                               | Fribourg (Freiburg)                                   |
| Vuarrens                                              | Vaud                                                  |
| Vucherens                                             | Vaud                                                  |
| Vufflens-la-Ville                                     | Vaud                                                  |
| Vufflens-le-Château                                   | Vaud                                                  |
| Vugelles-La Mothe                                     | Vaud                                                  |
| Vuisternens-devant-Romont                             | Fribourg (Freiburg)                                   |
| Vuitebœuf                                             | Vaud                                                  |
| Vulliens                                              | Vaud                                                  |
| Vullierens                                            | Vaud                                                  |
| Vully-les-Lacs                                        | Vaud                                                  |
| Wachseldorn                                           | Berne (Bern)                                          |
| Wädenswil                                             | Zurich (Zürich)                                       |
| Wagenhausen                                           | Thurgovie (Thurgau)                                   |
| Wahlen                                                | Bâle-Campagne (Basel-Landschaft)                      |
| Walchwil                                              | Zoug (Zug)                                            |
| Wald (AR)                                             | Appenzell-Rhodes-Extérieures (Appenzell Ausserrhoden) |
| Wald (BE)                                             | Berne (Bern)                                          |
| Wald (ZH)                                             | Zurich (Zürich)                                       |
| Waldenburg                                            | Bâle-Campagne (Basel-Landschaft)                      |
| Waldkirch                                             | Saint-Gall (Sankt Gallen)                             |
| Wäldi                                                 | Thurgovie (Thurgau)                                   |
| Waldstatt                                             | Appenzell-Rhodes-Extérieures (Appenzell Ausserrhoden) |
| Walenstadt                                            | Saint-Gall (Sankt Gallen)                             |
| Walkringen                                            | Berne (Bern)                                          |
| Wallbach                                              | Argovie (Aargau)                                      |
| Wallisellen                                           | Zurich (Zürich)                                       |
| Walliswil bei Niederbipp                              | Berne (Bern)                                          |
| Walliswil bei Wangen                                  | Berne (Bern)                                          |
| Walperswil                                            | Berne (Bern)                                          |
| Waltenschwil                                          | Argovie (Aargau)                                      |
| Walterswil (BE)                                       | Berne (Bern)                                          |
| Walterswil (SO)                                       | Soleure (Solothurn)                                   |
| Walzenhausen                                          | Appenzell-Rhodes-Extérieures (Appenzell Ausserrhoden) |
| Wangen                                                | Schwytz (Schwyz)                                      |
| Wangen an der Aare                                    | Berne (Bern)                                          |
| Wangen bei Olten                                      | Soleure (Solothurn)                                   |
| Wangen-Brüttisellen                                   | Zurich (Zürich)                                       |
| Wangenried                                            | Berne (Bern)                                          |
| Wängi                                                 | Thurgovie (Thurgau)                                   |
| Wartau                                                | Saint-Gall (Sankt Gallen)                             |
| Warth-Weiningen                                       | Thurgovie (Thurgau)                                   |
| Wassen                                                | Uri                                                   |
| Wasterkingen                                          | Zurich (Zürich)                                       |
| Wattenwil                                             | Berne (Bern)                                          |
| Wattwil                                               | Saint-Gall (Sankt Gallen)                             |
| Wauwil                                                | Lucerne (Luzern)                                      |
| Weesen                                                | Saint-Gall (Sankt Gallen)                             |
| Wegenstetten                                          | Argovie (Aargau)                                      |
| Weggis                                                | Lucerne (Luzern)                                      |
| Weiach                                                | Zurich (Zürich)                                       |
| Weinfelden                                            | Thurgovie (Thurgau)                                   |
| Weiningen                                             | Zurich (Zürich)                                       |
| Weisslingen                                           | Zurich (Zürich)                                       |
| Welschenrohr-Gänsbrunnen                              | Soleure (Solothurn)                                   |
| Wengi                                                 | Berne (Bern)                                          |
| Wenslingen                                            | Bâle-Campagne (Basel-Landschaft)                      |
| Werthenstein                                          | Lucerne (Luzern)                                      |
| Wettingen                                             | Argovie (Aargau)                                      |
| Wettswil am Albis                                     | Zurich (Zürich)                                       |
| Wetzikon                                              | Zurich (Zürich)                                       |
| Wichtrach                                             | Berne (Bern)                                          |
| Widnau                                                | Saint-Gall (Sankt Gallen)                             |
| Widen                                                 | Argovie (Aargau)                                      |
| Wiedlisbach                                           | Berne (Bern)                                          |
| Wiesendangen                                          | Zurich (Zürich)                                       |
| Wiggiswil                                             | Berne (Bern)                                          |
| Wigoltingen                                           | Thurgovie (Thurgau)                                   |
| Wikon                                                 | Lucerne (Luzern)                                      |
| Wil (SG)                                              | Saint-Gall (Sankt Gallen)                             |
| Wil (ZH)                                              | Zurich (Zürich)                                       |
| Wila                                                  | Zurich (Zürich)                                       |
| Wilchingen                                            | Schaffhouse (Schaffhausen)                            |
| Wildberg                                              | Zurich (Zürich)                                       |
| Wilderswil                                            | Berne (Bern)                                          |
| Wildhaus-Alt Sankt Johann                             | Saint-Gall (Sankt Gallen)                             |
| Wilen                                                 | Thurgovie (Thurgau)                                   |
| Wiler                                                 | Valais (Wallis)                                       |
| Wiler bei Utzenstorf                                  | Berne (Bern)                                          |
| Wileroltigen                                          | Berne (Bern)                                          |
| Wiliberg                                              | Argovie (Aargau)                                      |
| Willadingen                                           | Berne (Bern)                                          |
| Willisau                                              | Lucerne (Luzern)                                      |
| Wimmis                                                | Berne (Bern)                                          |
| Windisch                                              | Argovie (Aargau)                                      |
| Winkel                                                | Zurich (Zürich)                                       |
| Wintersingen                                          | Bâle-Campagne (Basel-Landschaft)                      |
| Winterthour (Winterthur)                              | Zurich (Zürich)                                       |
| Winznau                                               | Soleure (Solothurn)                                   |
| Wisen                                                 | Soleure (Solothurn)                                   |
| Wittenbach                                            | Saint-Gall (Sankt Gallen)                             |
| Witterswil                                            | Soleure (Solothurn)                                   |
| Wittinsburg                                           | Bâle-Campagne (Basel-Landschaft)                      |
| Wittnau                                               | Argovie (Aargau)                                      |
| Wohlen                                                | Argovie (Aargau)                                      |
| Wohlen bei Bern                                       | Berne (Bern)                                          |
| Wohlenschwil                                          | Argovie (Aargau)                                      |
| Wolfenschiessen                                       | Nidwald (Nidwalden)                                   |
| Wolfhalden                                            | Appenzell-Rhodes-Extérieures (Appenzell Ausserrhoden) |
| Wölflinswil                                           | Argovie (Aargau)                                      |
| Wolfwil                                               | Soleure (Solothurn)                                   |
| Wolhusen                                              | Lucerne (Luzern)                                      |
| Wollerau                                              | Schwytz (Schwyz)                                      |
| Worb                                                  | Berne (Bern)                                          |
| Worben                                                | Berne (Bern)                                          |
| Wünnewil-Flamatt                                      | Fribourg (Freiburg)                                   |
| Wuppenau                                              | Thurgovie (Thurgau)                                   |
| Würenlingen                                           | Argovie (Aargau)                                      |
| Würenlos                                              | Argovie (Aargau)                                      |
| Wynau                                                 | Berne (Bern)                                          |
| Wynigen                                               | Berne (Bern)                                          |
| Wyssachen                                             | Berne (Bern)                                          |
| Yens                                                  | Vaud                                                  |
| Yverdon-les-Bains                                     | Vaud                                                  |
| Yvonand                                               | Vaud                                                  |
| Yvorne                                                | Vaud                                                  |
| Zäziwil                                               | Berne (Bern)                                          |
| Zeglingen                                             | Bâle-Campagne (Basel-Landschaft)                      |
| Zeihen                                                | Argovie (Aargau)                                      |
| Zeiningen                                             | Argovie (Aargau)                                      |
| Zell (LU)                                             | Lucerne (Luzern)                                      |
| Zell (ZH)                                             | Zurich (Zürich)                                       |
| Zeneggen                                              | Valais (Wallis)                                       |
| Zernez                                                | Grisons (Graubünden/Grigioni/Grischun)                |
| Zetzwil                                               | Argovie (Aargau)                                      |
| Zezèle (Siselen)                                      | Berne (Bern)                                          |
| Ziefen                                                | Bâle-Campagne (Basel-Landschaft)                      |
| Zielebach                                             | Berne (Bern)                                          |
| Zihlschlacht-Sitterdorf                               | Thurgovie (Thurgau)                                   |
| Zillis-Reischen                                       | Grisons (Graubünden/Grigioni/Grischun)                |
| Zizers                                                | Grisons (Graubünden/Grigioni/Grischun)                |
| Zofingue (Zofingen)                                   | Argovie (Aargau)                                      |
| Zollikofen                                            | Berne (Bern)                                          |
| Zollikon                                              | Zurich (Zürich)                                       |
| Zoug (Zug)                                            | Zoug (Zug)                                            |
| Zuchwil                                               | Soleure (Solothurn)                                   |
| Zufikon                                               | Argovie (Aargau)                                      |
| Zullwil                                               | Soleure (Solothurn)                                   |
| Zumikon                                               | Zurich (Zürich)                                       |
| Zunzgen                                               | Bâle-Campagne (Basel-Landschaft)                      |
| Zuoz                                                  | Grisons (Graubünden/Grigioni/Grischun)                |
| Zurich (Zürich)                                       | Zurich (Zürich)                                       |
| Zurzach                                               | Argovie (Aargau)                                      |
| Zuzgen                                                | Argovie (Aargau)                                      |
| Zuzwil (BE)                                           | Berne (Bern)                                          |
| Zuzwil (SG)                                           | Saint-Gall (Sankt Gallen)                             |
| Zweisimmen                                            | Berne (Bern)                                          |
| Zwieselberg                                           | Berne (Bern)                                          |
| Zwingen                                               | Bâle-Campagne (Basel-Landschaft)                      |
| Zwischbergen                                          | Valais (Wallis)                                       |

## Sources
- Communes du canton de Zurich
- Communes du canton de Berne
- Communes du canton de Lucerne
- Communes du canton d'Uri
- Communes du canton de Schwytz
- Communes du canton d'Obwald
- Communes du canton de Nidwald
- Communes du canton de Glaris
- Communes du canton de Zoug
- Communes du canton de Fribourg
- Communes du canton de Soleure
- Communes du canton de Bâle-Ville
- Communes du canton de Bâle-Campagne
- Communes du canton de Schaffhouse
- Communes du canton d'Appenzell Rhodes-Intérieures
- Communes du canton d'Appenzell Rhodes-Extérieures
- Communes du canton d'Argovie
- Communes du canton de Thurgovie
- Communes du canton des Grisons
- Communes du canton de Saint-Gall
- Communes du canton du Tessin
- Communes du canton de Vaud
- Communes du canton du Valais
- Communes du canton de Neuchâtel
- Communes du canton de Genève
- Communes du canton du Jura